# Orbcomm-G2
Orbcomm-G2 — второе поколение коммуникационных спутников американской компании Orbcomm, предназначенных для предоставления услуг M2M и AIS в любой точке земного шара. Всего было построено и запущено 18 спутников данной серии, которые присоединились к уже действующей спутниковой сети Orbcomm.
Новое поколение спутников отличается более высокой скоростью передачи данных, бо́льшим размером передаваемых сообщений и лучшим покрытием в высоких широтах. Дополнительно спутники оснащены оборудованием для системы автоматической идентификации (AIS), которая позволяет отслеживать передвижение морского транспорта. Каждый спутник Orbcomm-G2 является эквивалентом шести спутников первого поколения.

## Аппарат
Построен на базе космической платформы SN-100A компанией Sierra Nevada Corporation. В 2008 году компания была выбрана производителем 18 спутников, с опцией на продление контракта и изготовление еще 30. Компания Argon ST является производителем оборудования Automatic Identification System (AIS). Каждый аппарат весит 172 кг. Размеры спутника в сложенном состоянии составляют 1 × 1 × 0,5 метра, после раскрытия крыла солнечных батарей — 13 × 1 × 1 метров. Солнечные батарей производят до 400 Вт электроэнергии. Орбитальное маневрирование осуществляется с помощью гидразиновых ракетных двигателей малой тяги. Спутники работают на частотах от 137 до 153 МГц. Ожидаемый срок службы спутников — более 5 лет.
При запусках использовался специальный диспенсер для спутников (ESPA Ring), производимый компанией Moog Inc., который позволяет запускать множество аппаратов одновременно.

## Орбита
Рабочие орбиты спутников Orbcomm-G2 находятся на высоте 700—750 км с наклонением 47° и периодом обращения 99,1 минуты.

## Запуски
Первоначально контракт между компаниями Orbcomm и SpaceX предполагал использование ракеты-носителя Falcon 1e для запуска спутников Orbcomm-G2. Позднее, после отмены данной ракеты, было принято соглашение о выводе спутников с помощью двух запусков ракеты-носителя Falcon 9.

### 8 октября 2012 (SpaceX CRS-1)
Первый тестовый прототип спутника Orbcomm-G2 планировалось вывести на орбиту в качестве вторичной полезной нагрузки в ходе миссии SpaceX CRS-1 по снабжению Международной космической станции. Роль основной полезной нагрузки выполнял грузовой космический корабль Dragon.
Запуск ракеты-носителя Falcon 9 v1.0 состоялся в 00:34 UTC 8 октября 2012 года со стартового комплекса SLC-40 на мысе Канаверал. На 79 секунде полёта произошло аварийное выключение одного из девяти двигателей первой ступени, что повлекло автоматический перерасчёт плана полёта обеих ступеней ракеты-носителя для вывода корабля Dragon на целевую орбиту 197 × 328 км. Поскольку вторая ступень ракеты-носителя использовала при своем первом включении немного больше топлива, чем предполагалось, то не было полной гарантии, что топлива будет достаточно для доставки второстепенного груза на необходимую орбиту 350 × 750 км. По заявлению компании SpaceX, NASA требовала очень высокую степень гарантии (99 %), что повторный запуск второй ступени позволит достичь необходимой орбиты выше орбиты МКС, в то время как топлива оставалось только на 95 % времени работы ступени. Исходя из этого, NASA, главный заказчик миссии, не позволило произвести повторный запуск второй ступени, в связи с опасениями за безопасность МКС. Тестовый прототип отделился на неустойчивой орбите, что повлекло сход его с орбиты и сгорание в плотных слоях атмосферы 10 октября 2012 года. Тем не менее, за время которое спутник провёл на орбите до потери связи с ним, компания Orbcomm успела проверить работоспособность всех основных его систем.

### 14 июля 2014 (Orbcomm-G2, миссия 1)
Запуск шести спутников Orbcomm-G2, изначально намеченный на 10 мая 2014 года, был отложен в связи выявление утечки гелия из баллона высокого давления первой ступени. Предстартовый отсчёт 20 июня 2014 года был остановлен из-за падения давления в баке второй ступени, запуск перенесён на сутки. 21 июня запуск был перенесён на день из-за неблагоприятных погодных условий. 22 июня запуск отложен из-за выявления неполадок с приводом вектора тяги двигателя второй ступени.
Запуск ракеты-носителя Falcon 9 v1.1(R) состоялся 14 июля 2014 года в 15:15 UTC, со стартового комплекса SLC-40 на мысе Канаверал. Через 15 минут после старта все 6 спутников были выведены на орбиту с показателями 614 x 743 км, наклонение 47°
В ходе запуска компания SpaceX произвела успешную попытку посадки первой ступени ракеты-носителя на воду. Ступень произвела все запланированные перезапуски двигателей, раскрытие посадочных опор и мягкую посадку, после чего легла на воду горизонтально и разрушилась.

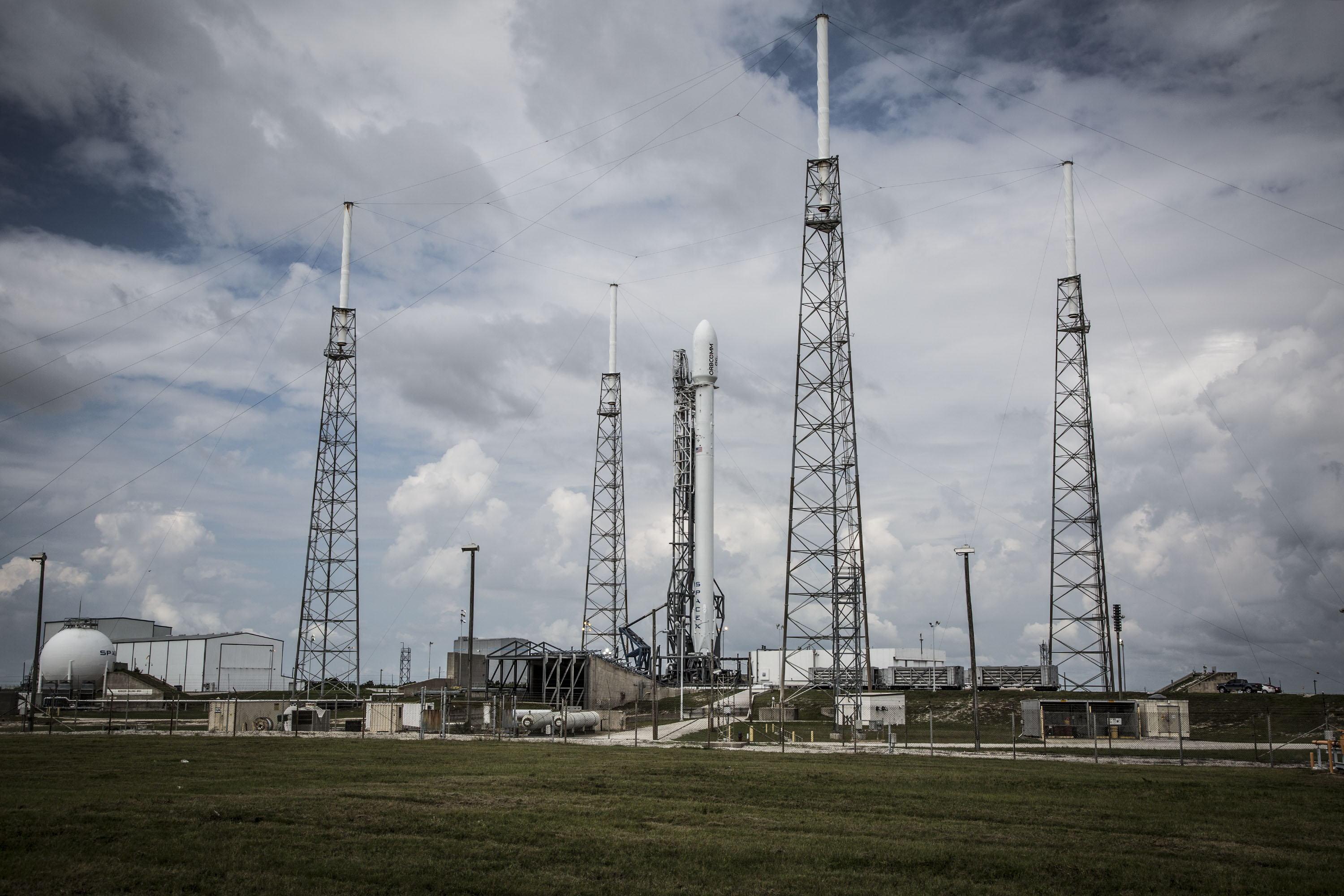
Перед запуском
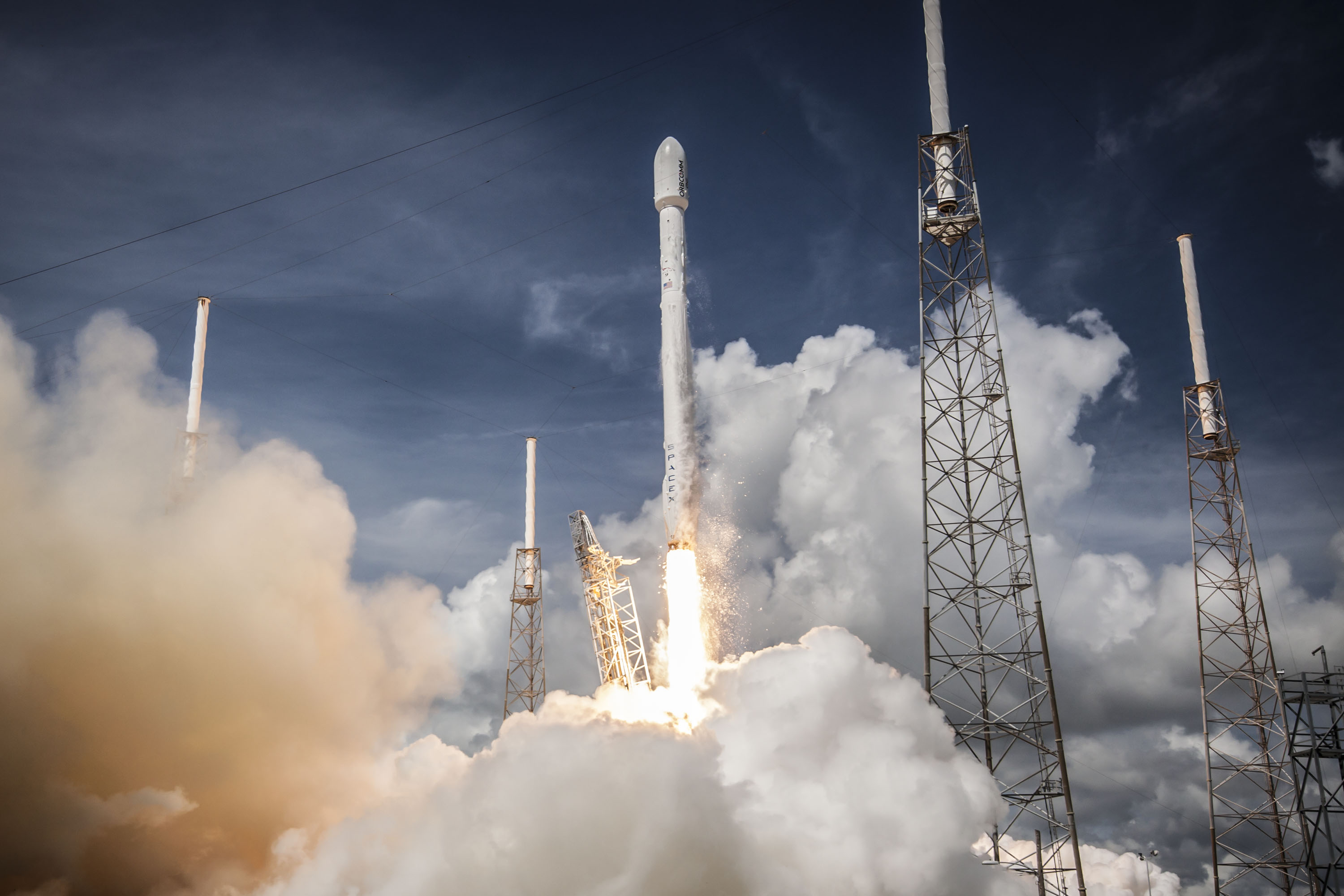
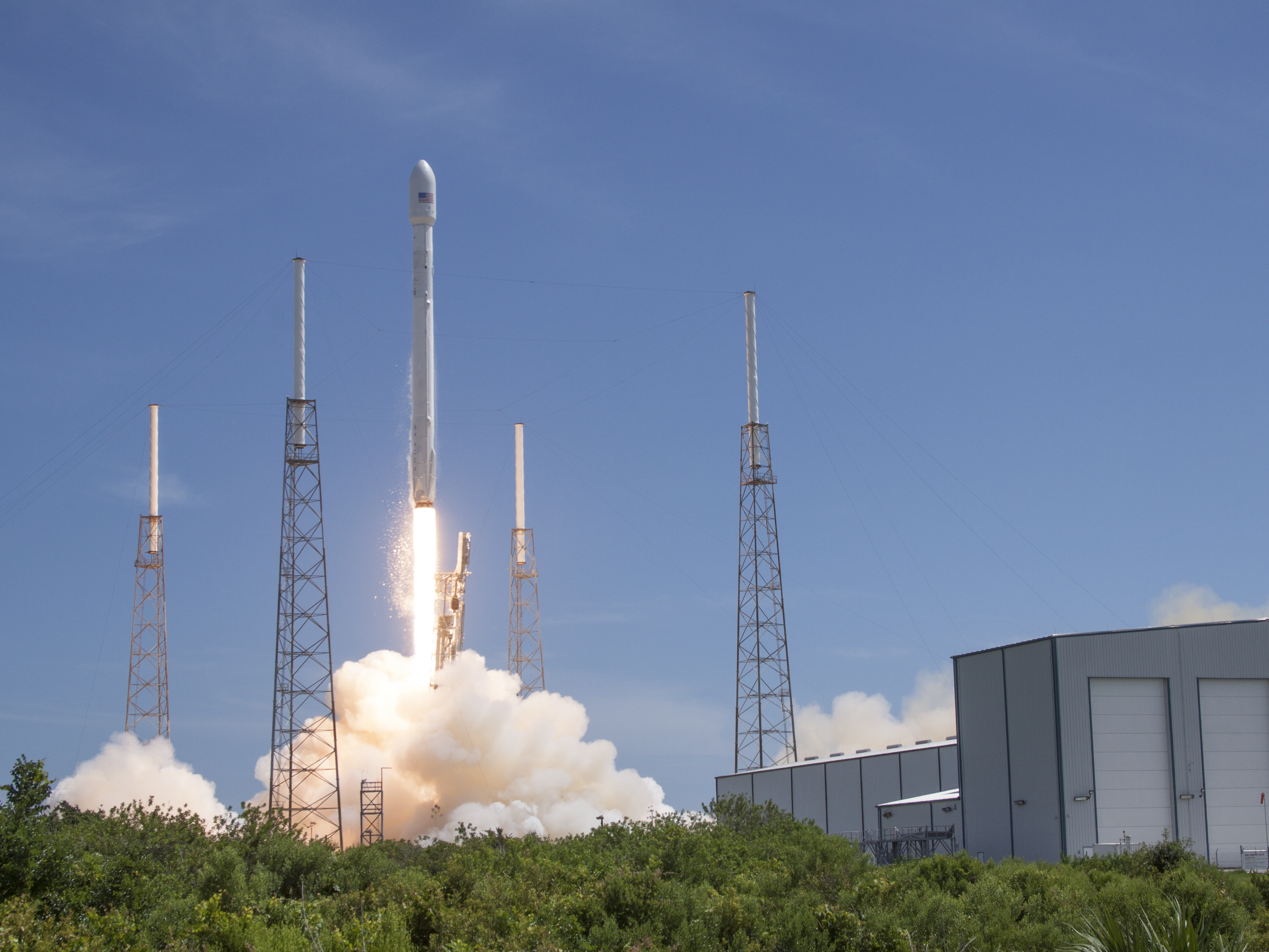
Запуск 6 спутников Orbcomm-G2

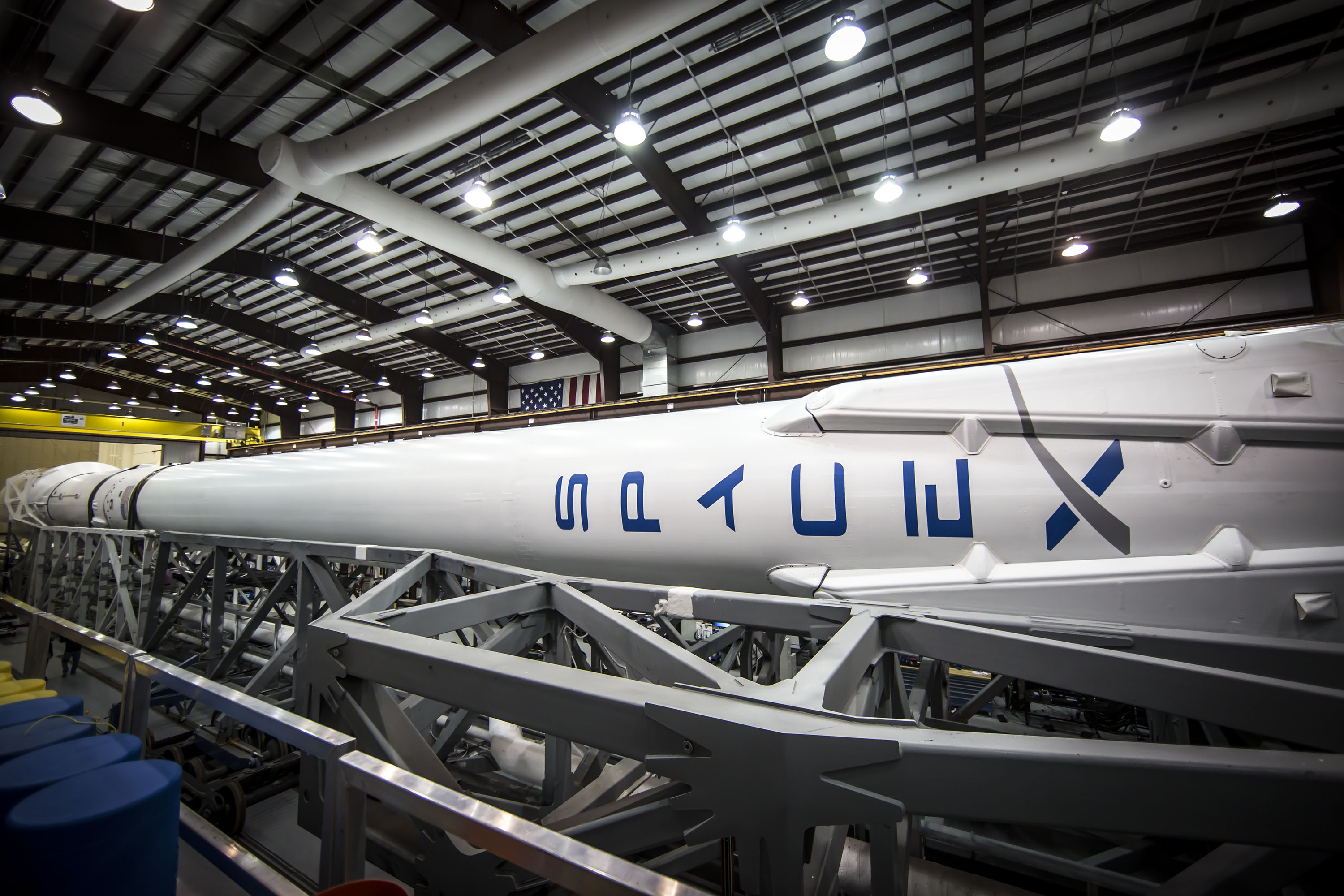
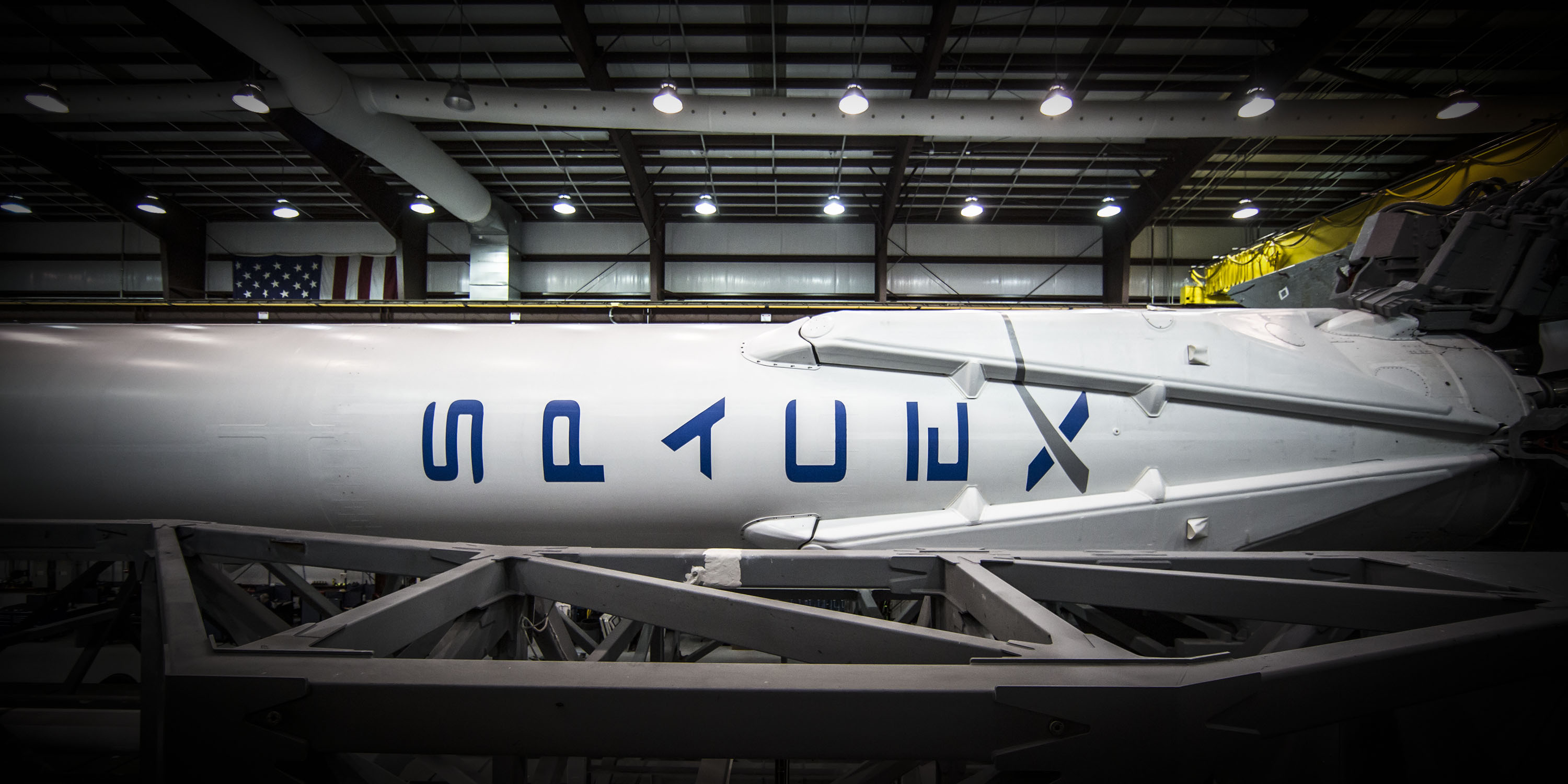
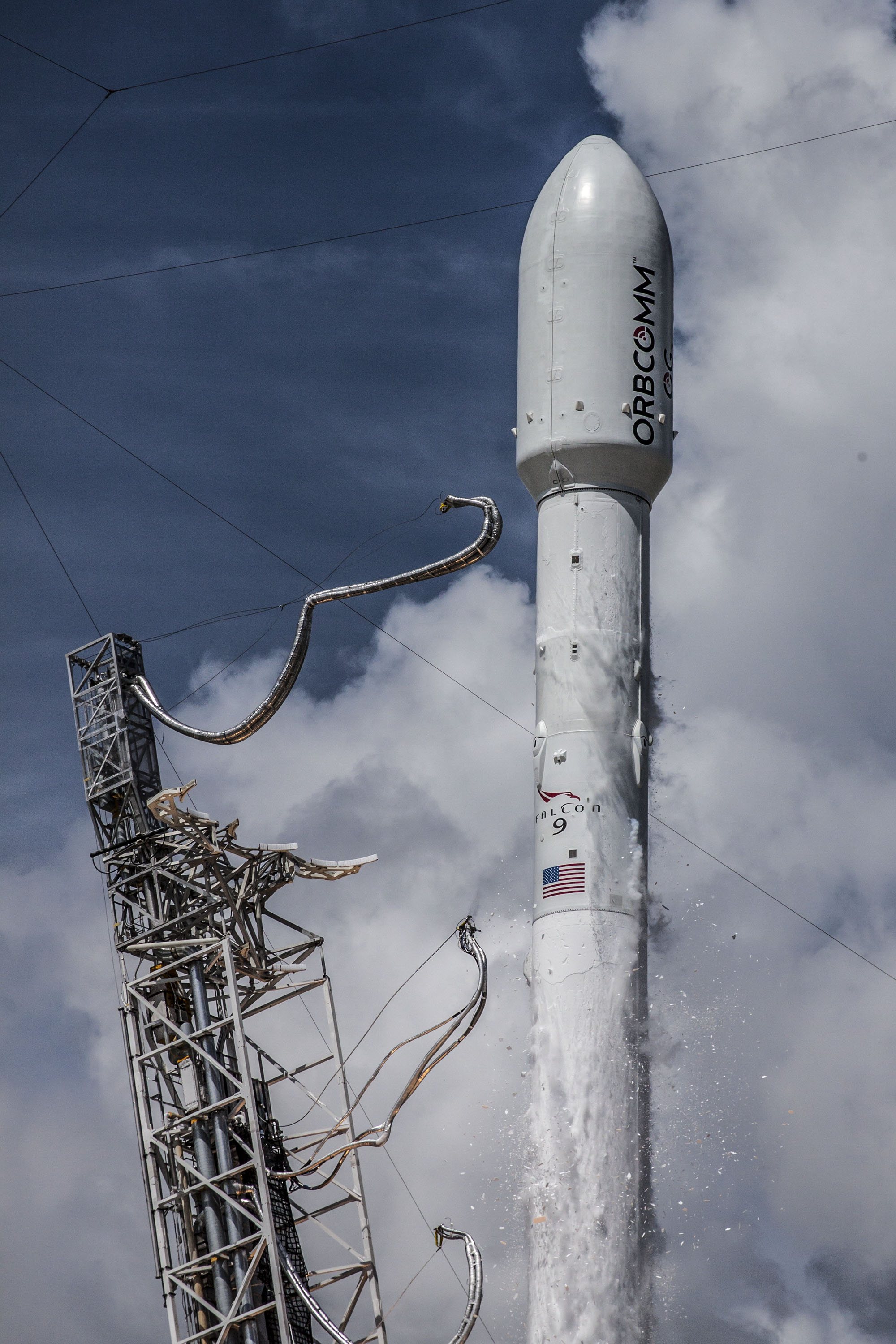
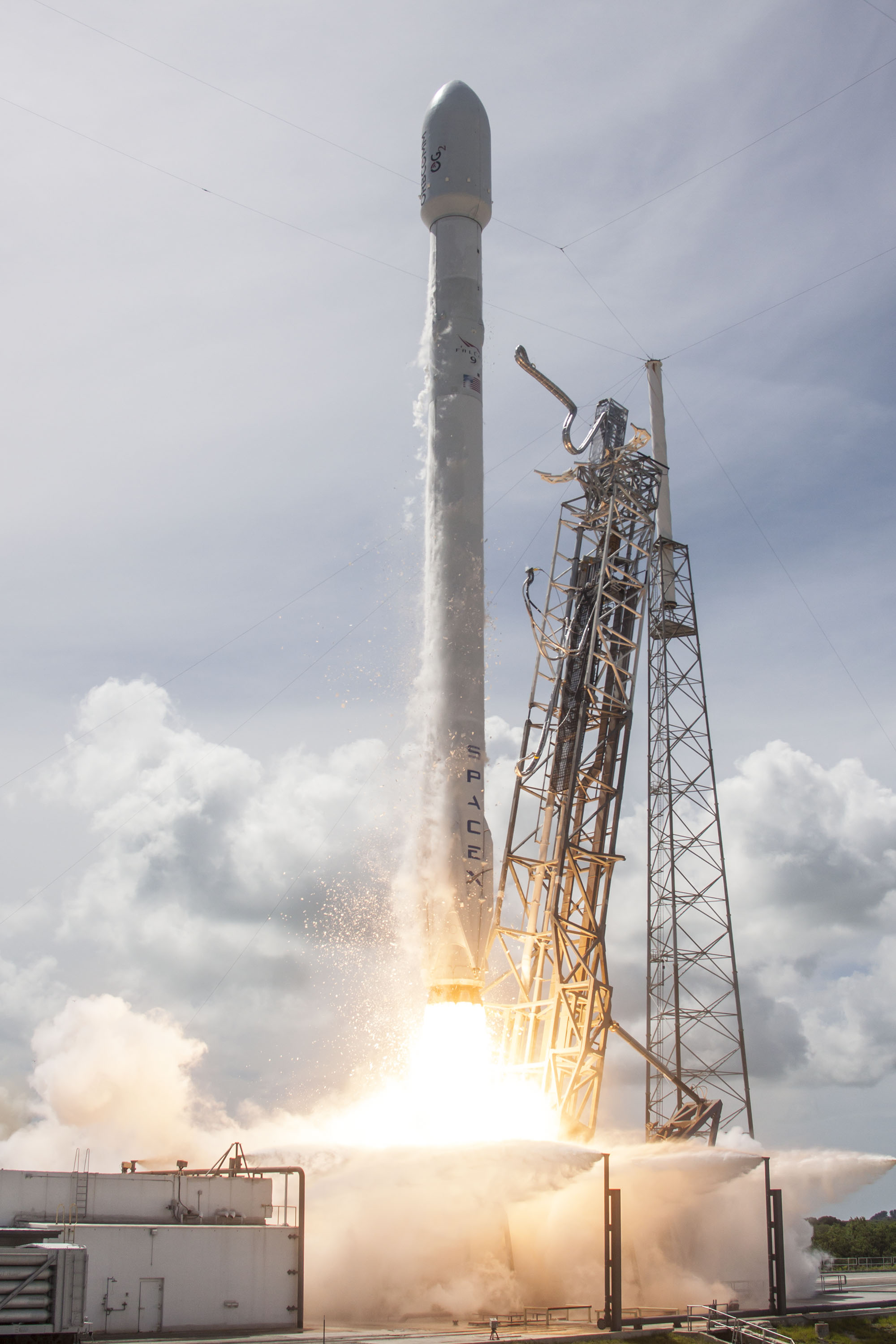
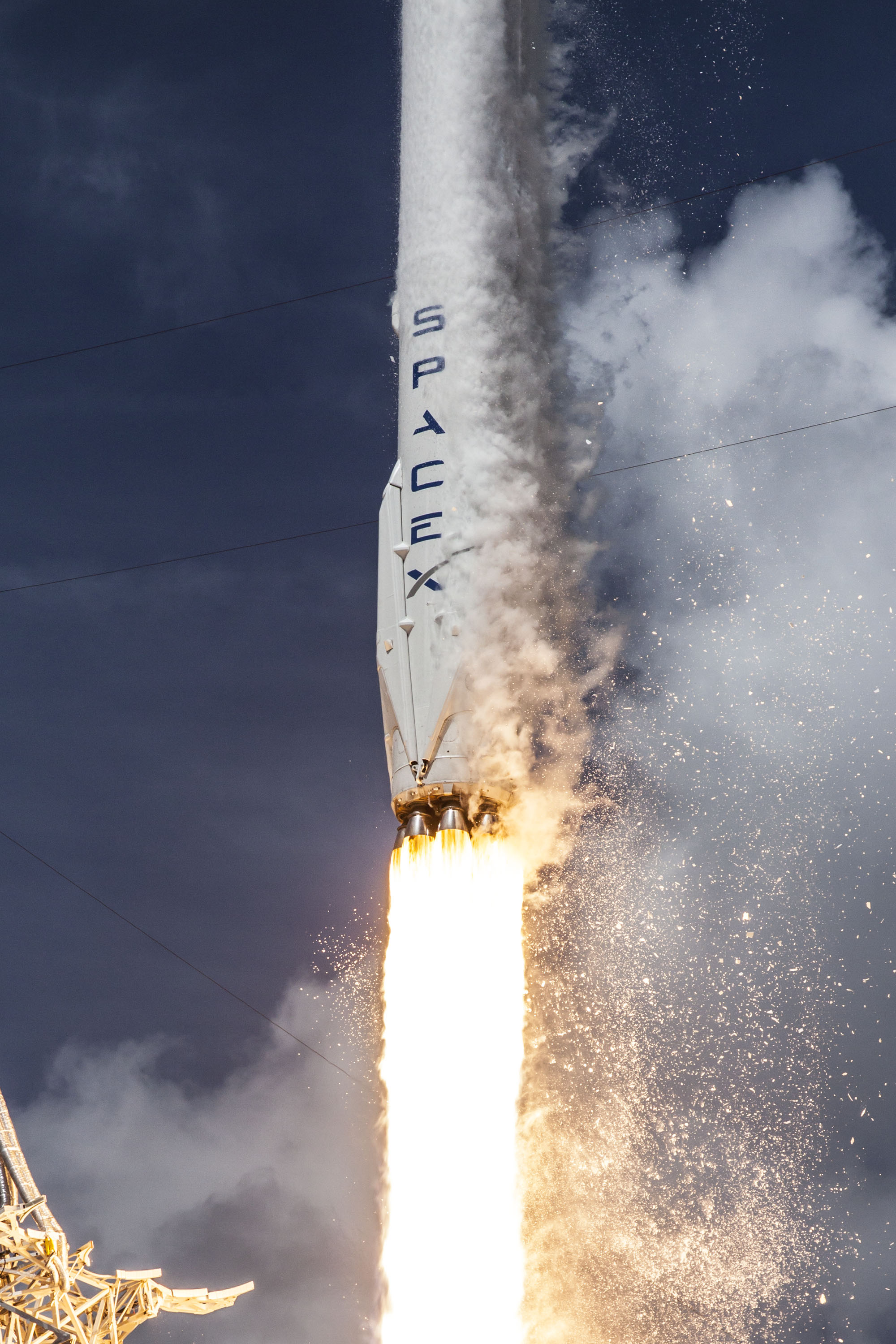
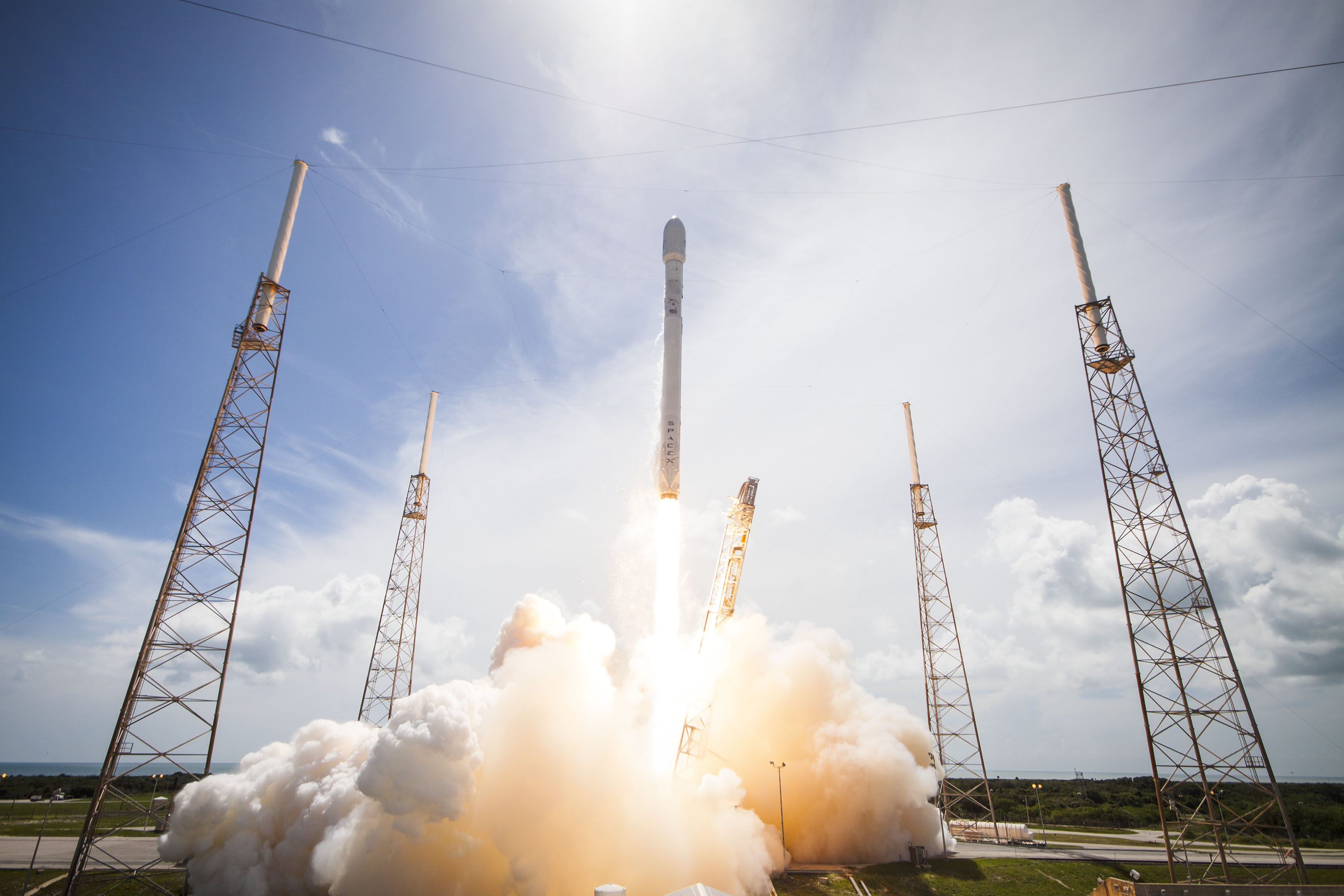
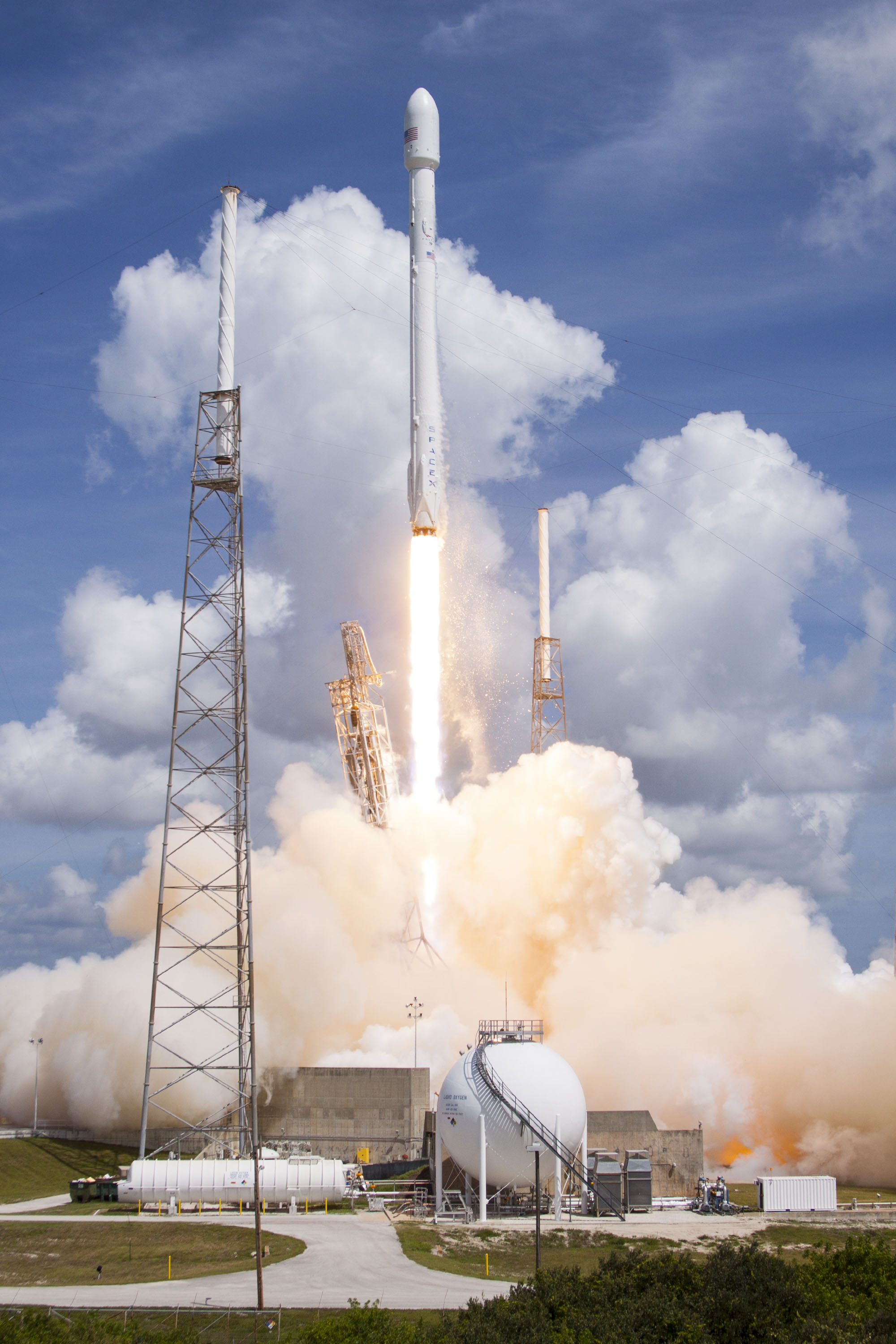

### 22 декабря 2015 (Orbcomm-G2, миссия 2)

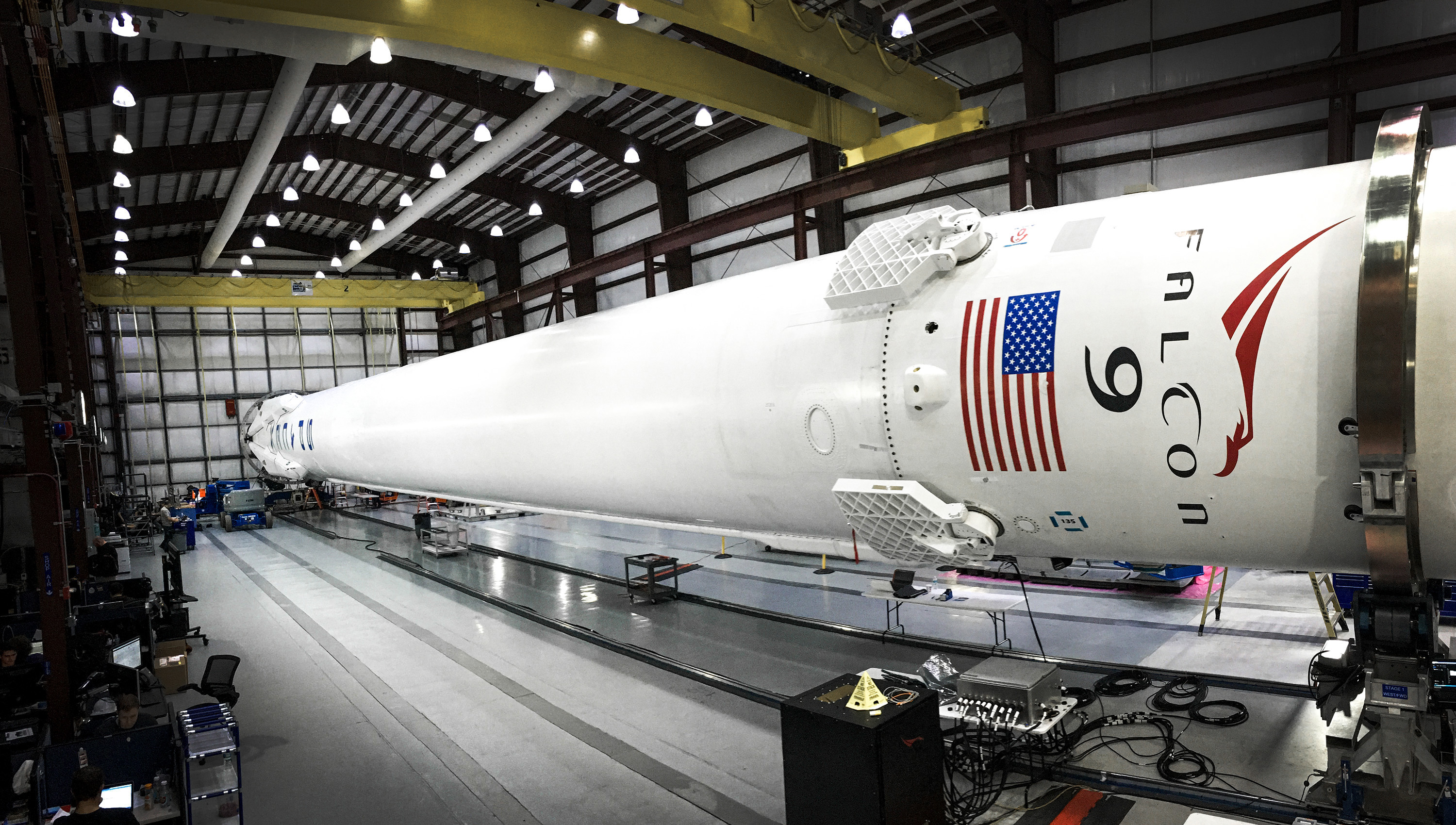
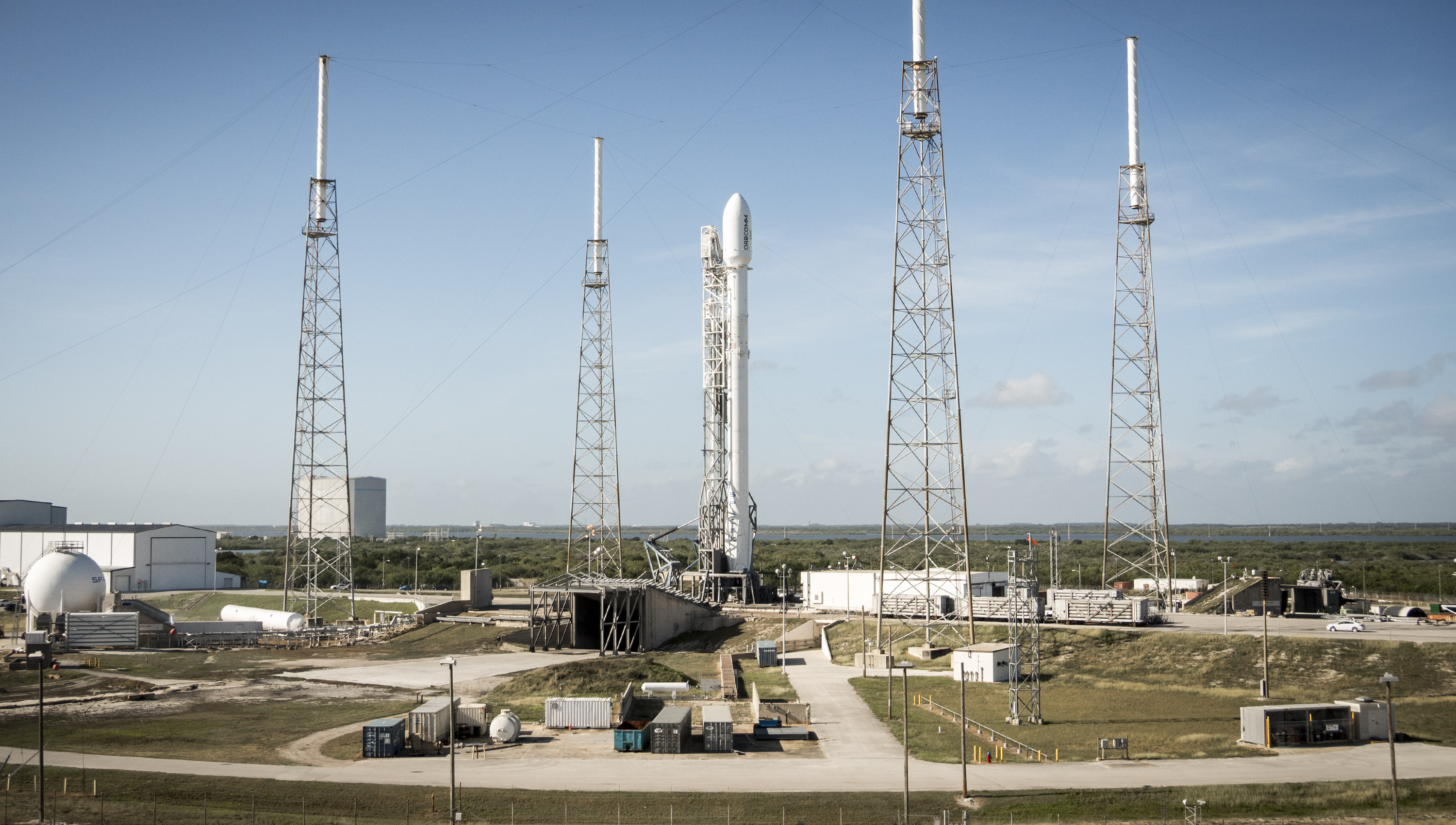
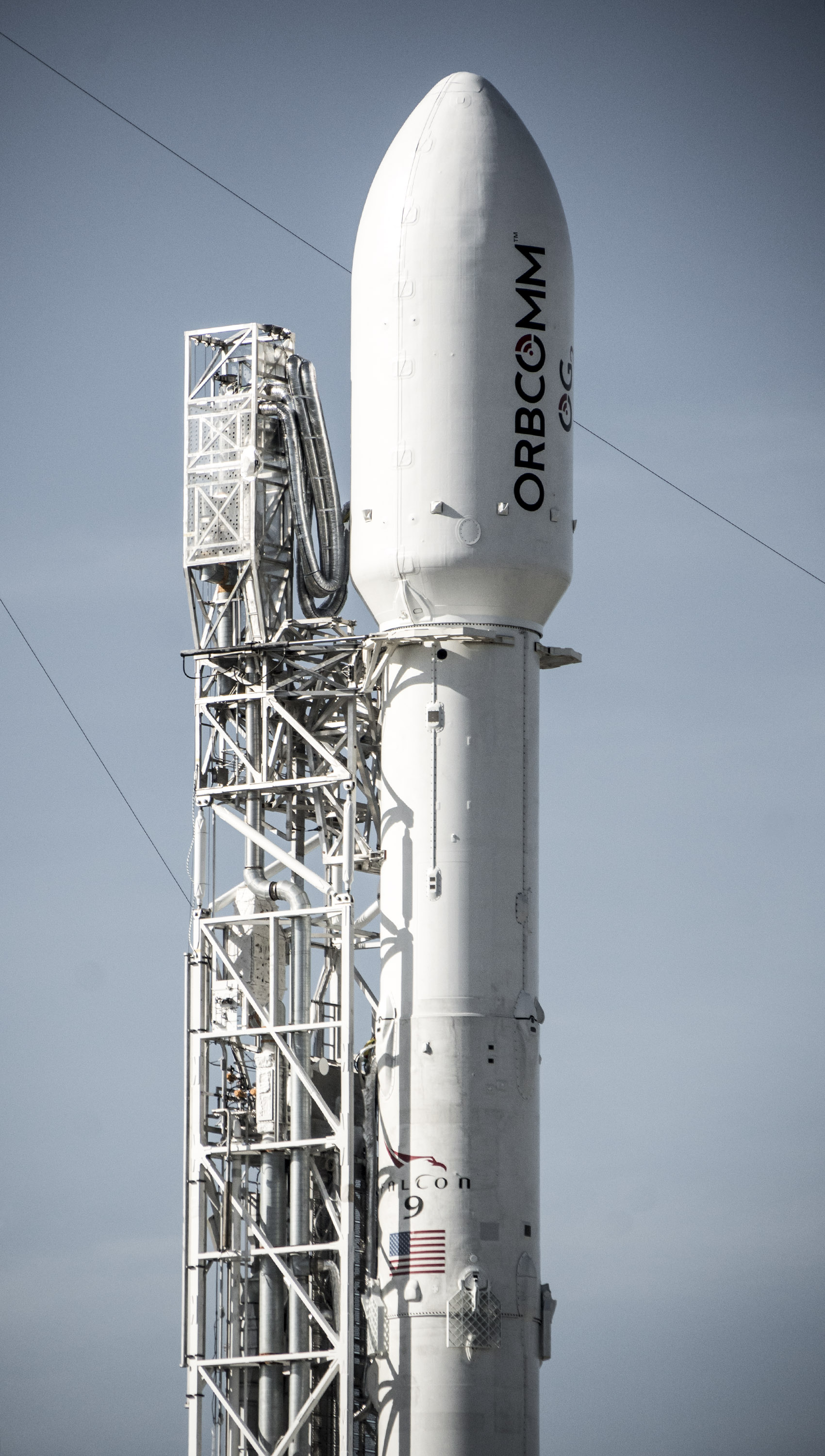
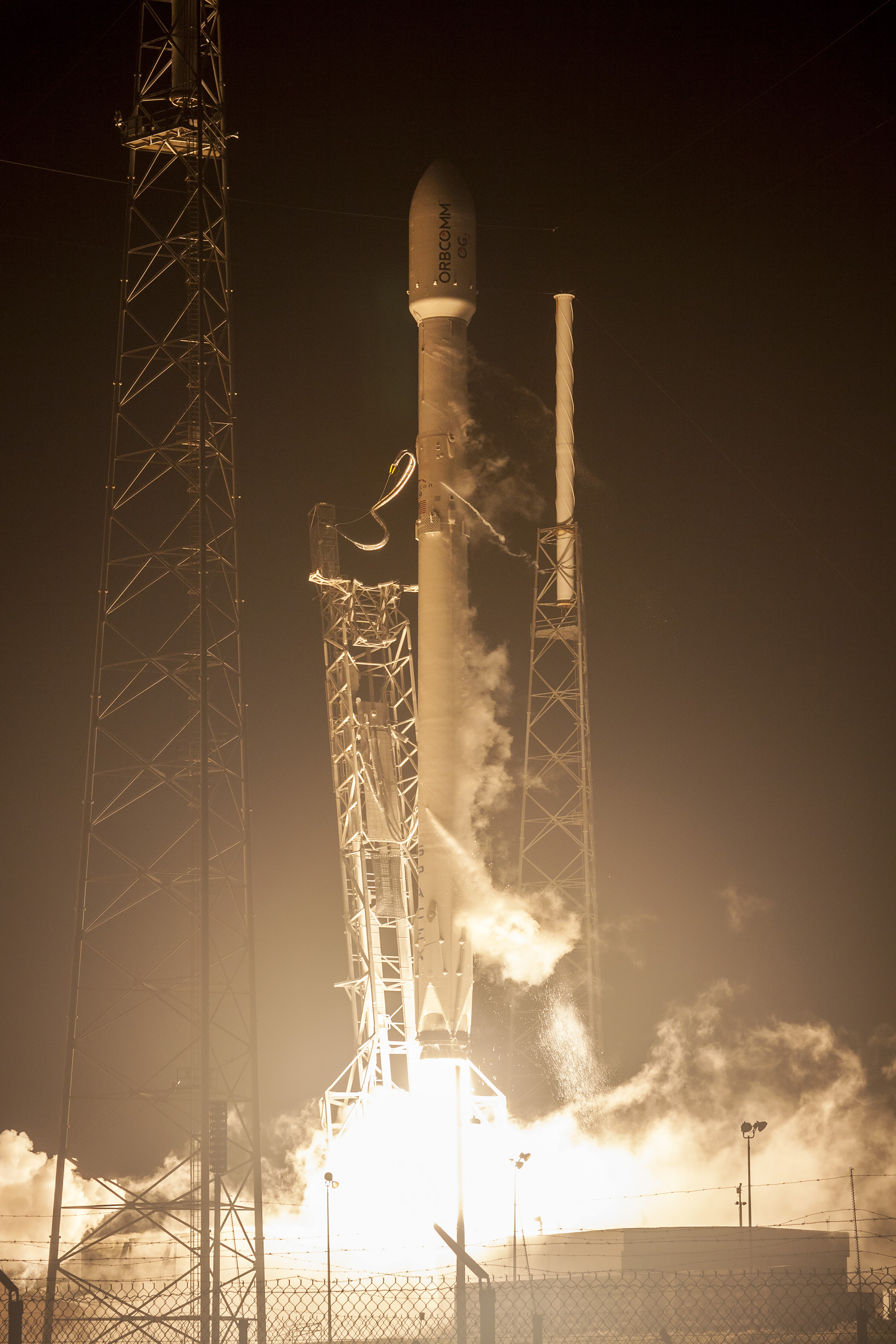
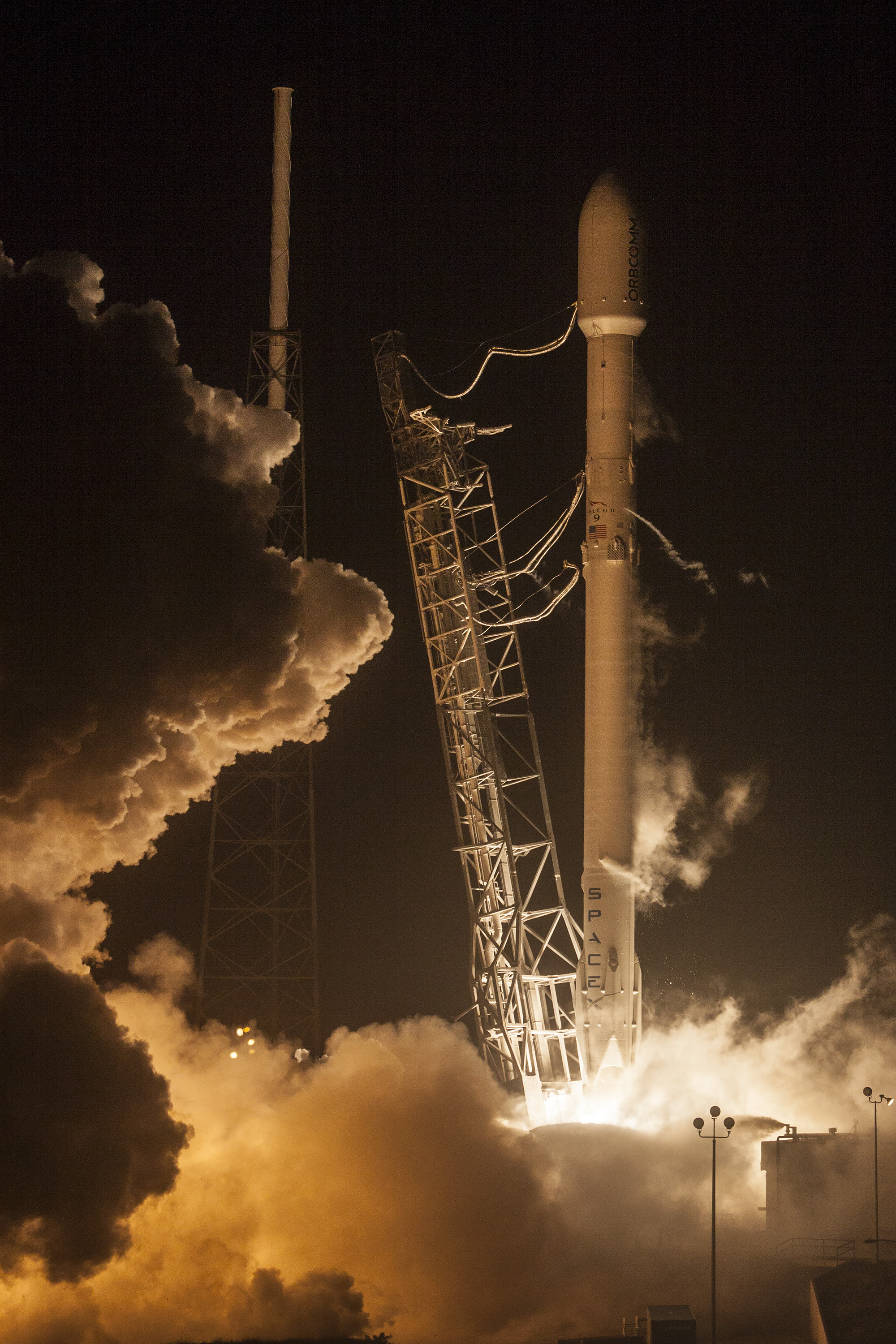
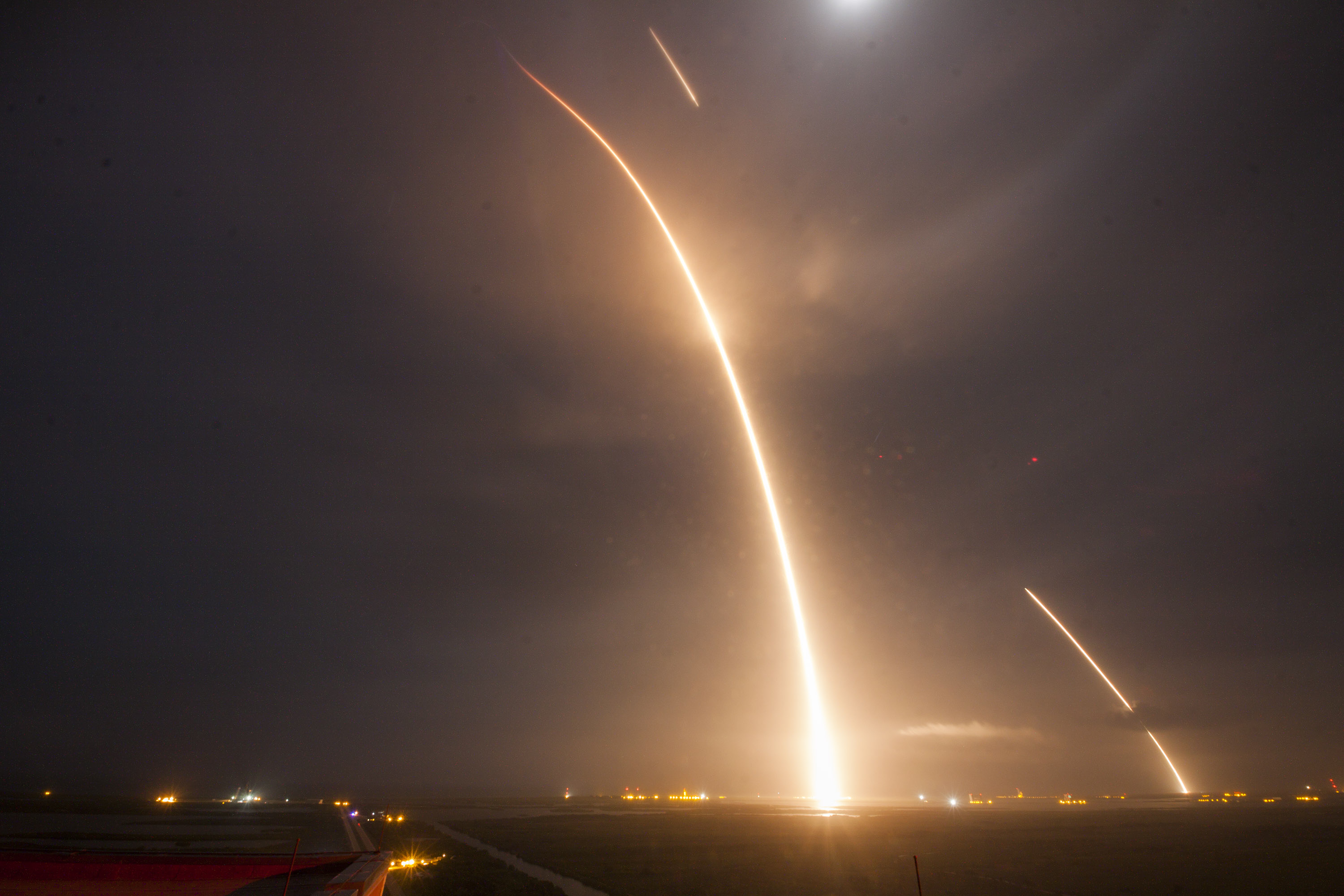
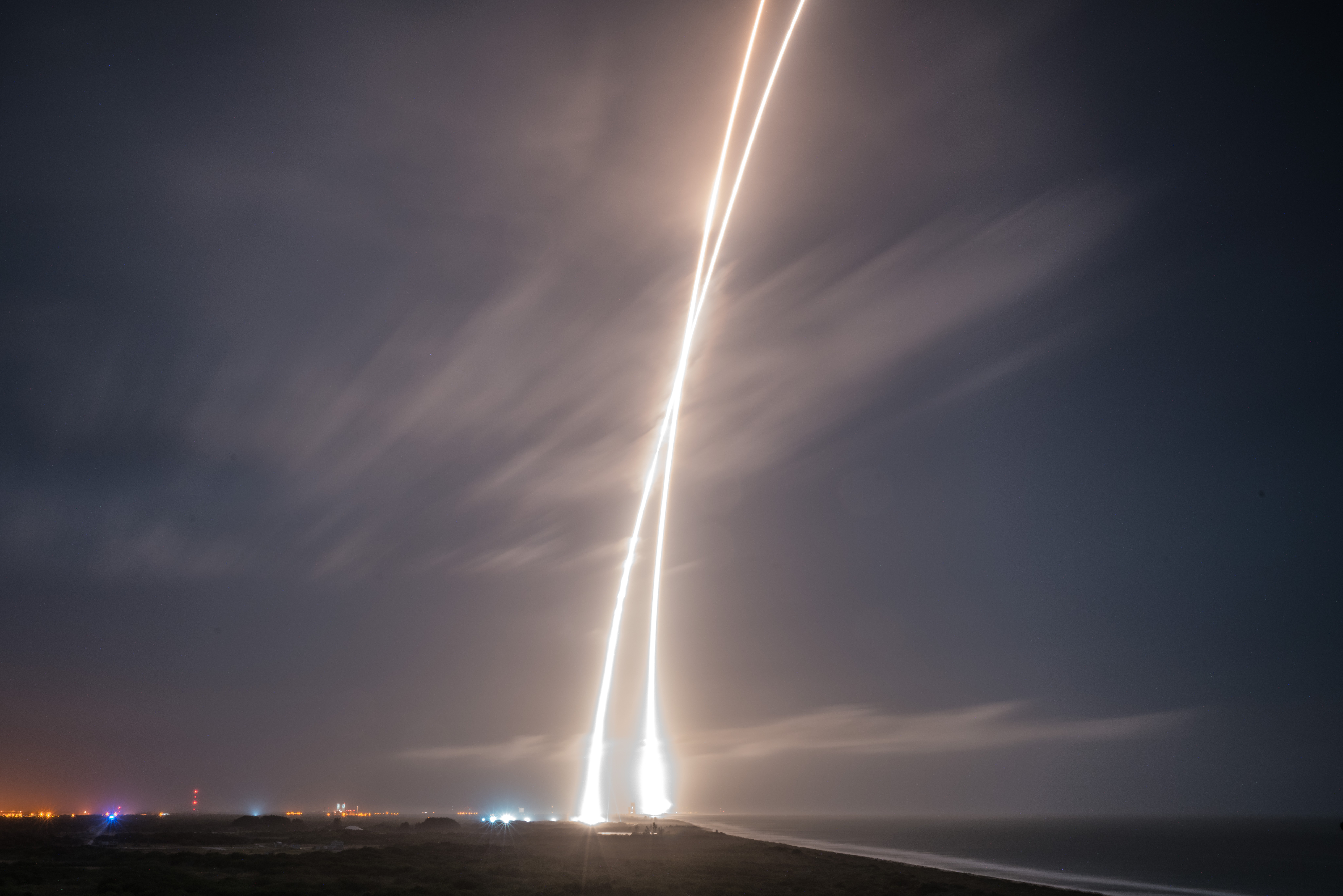
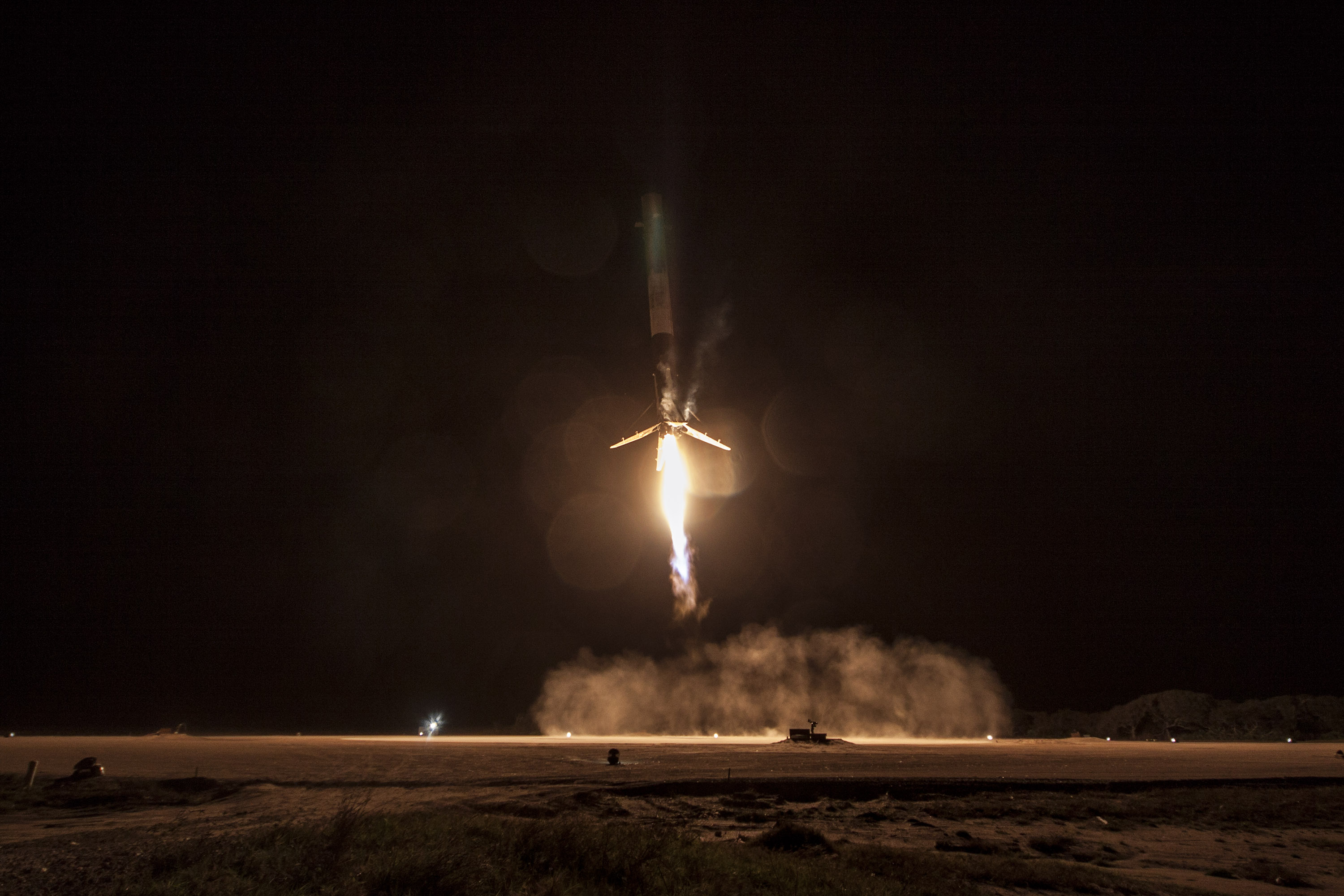
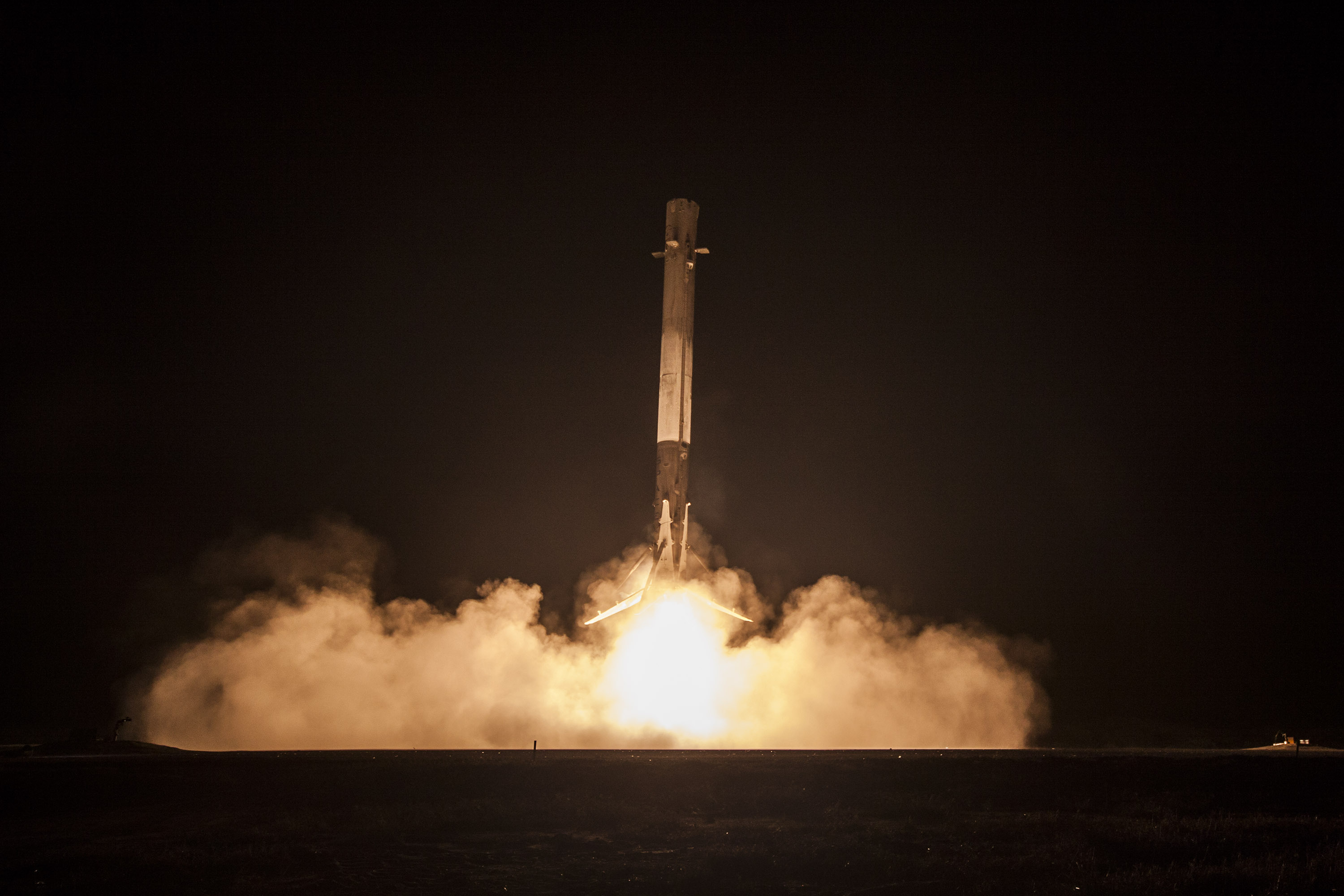
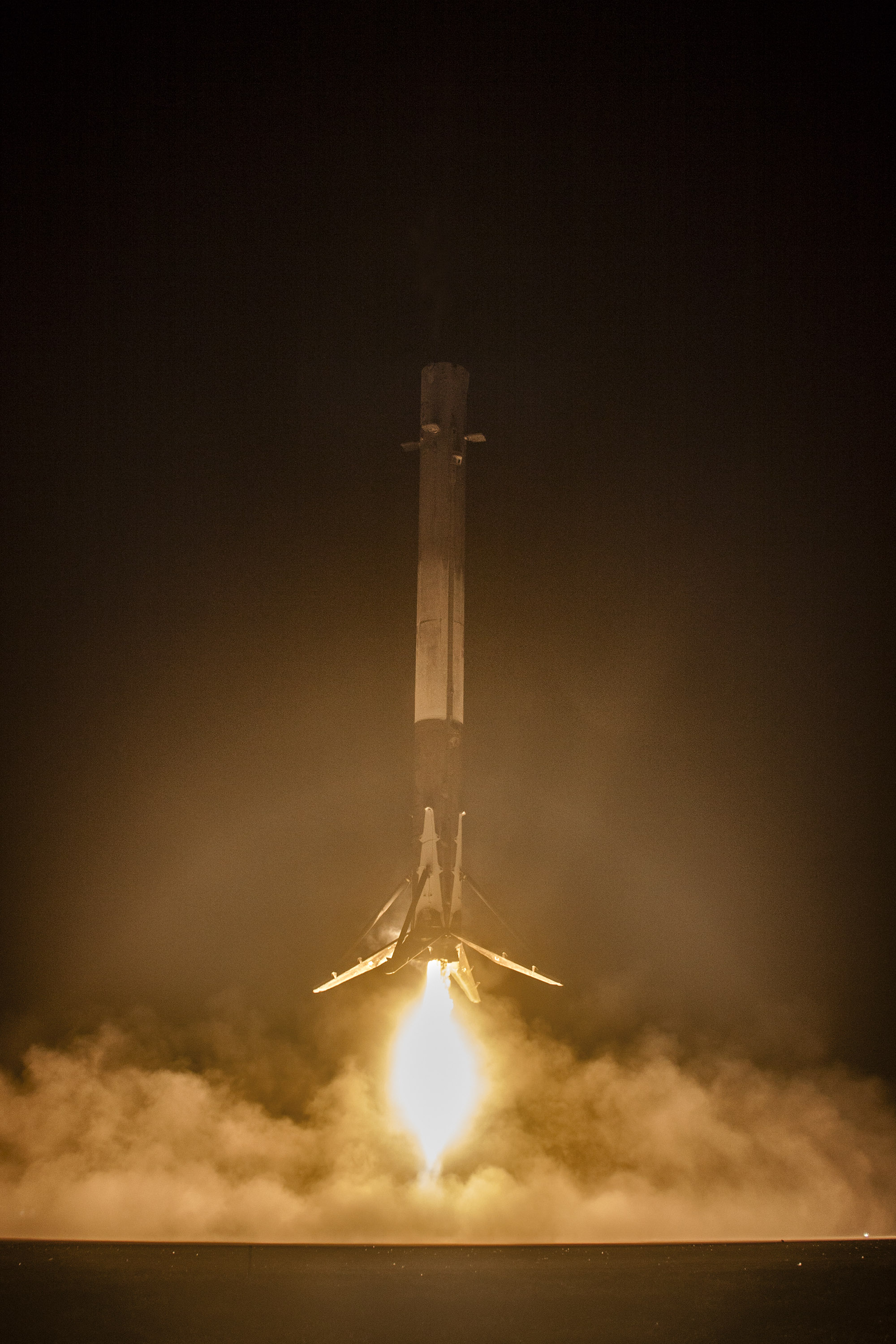
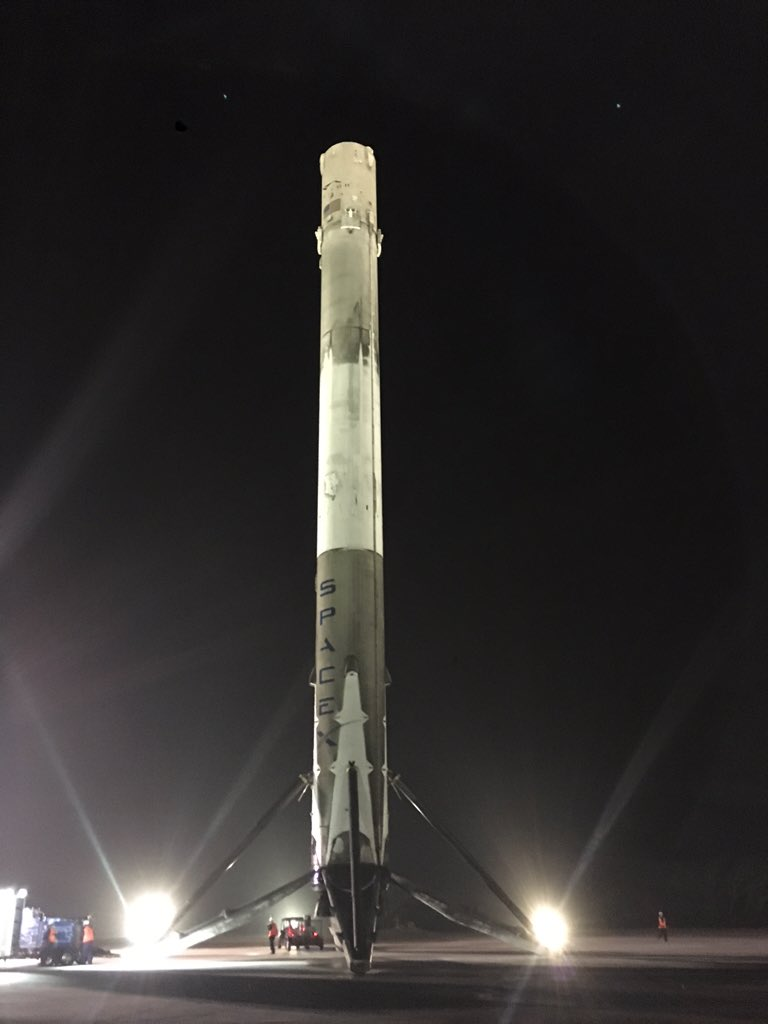
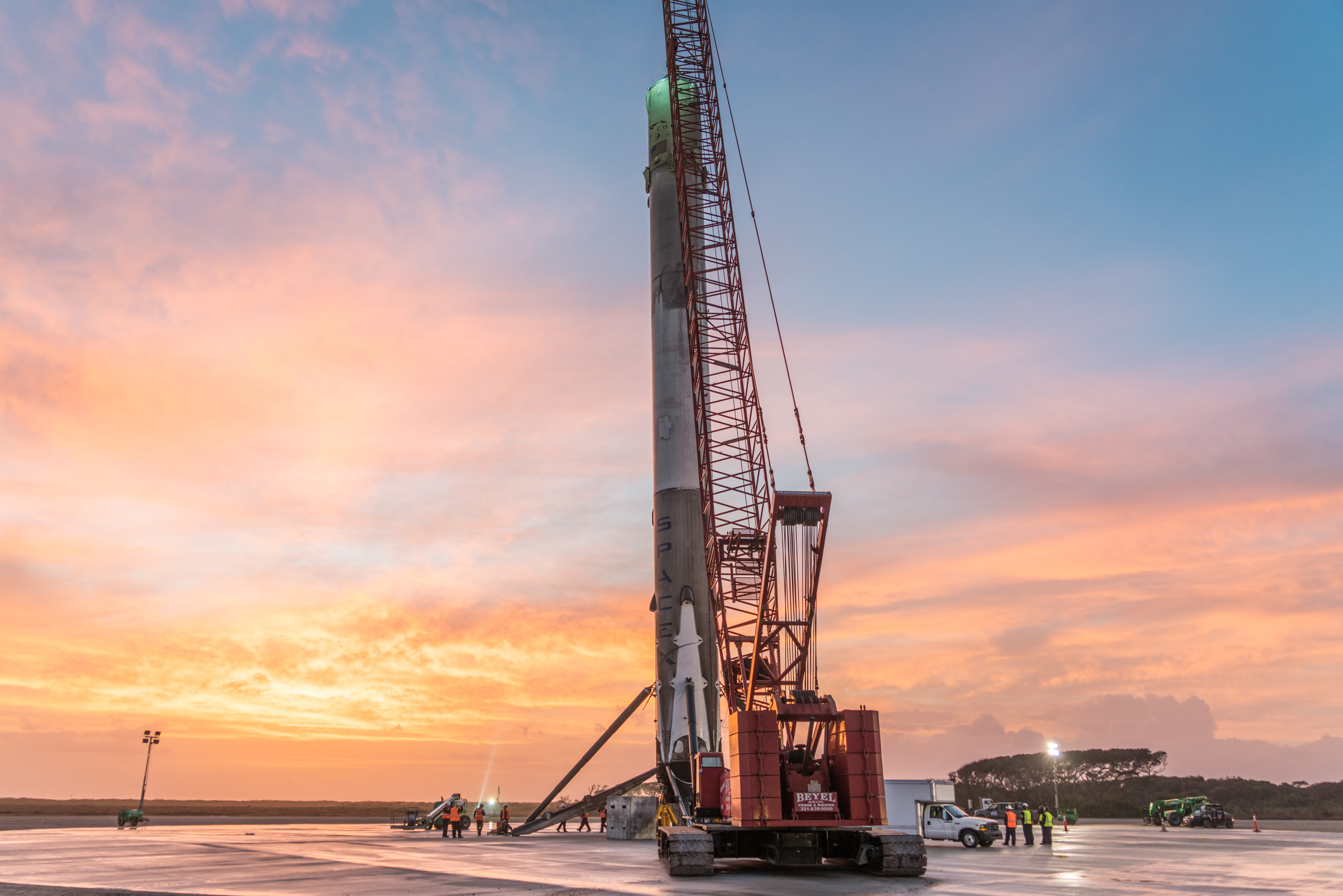
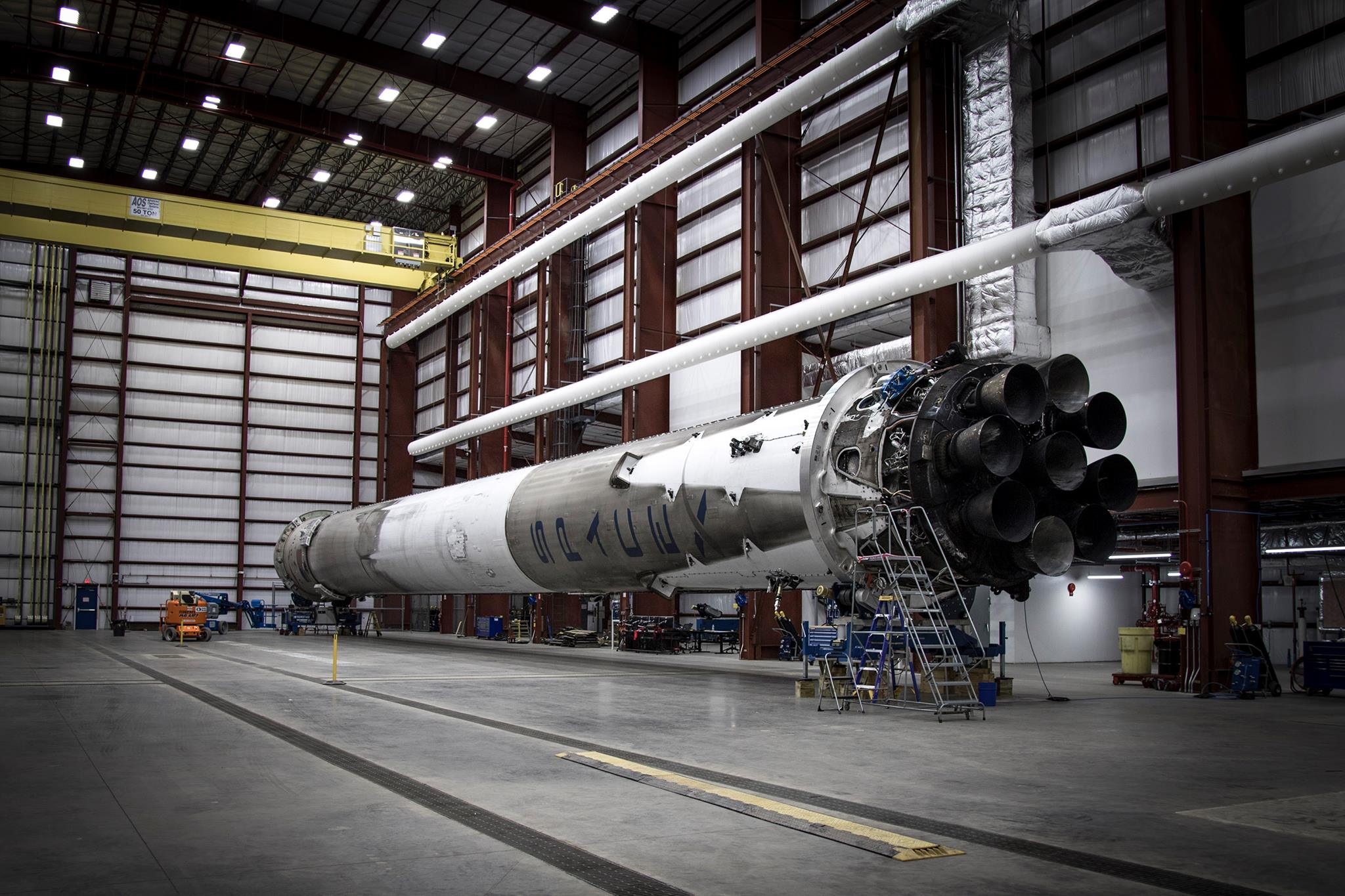
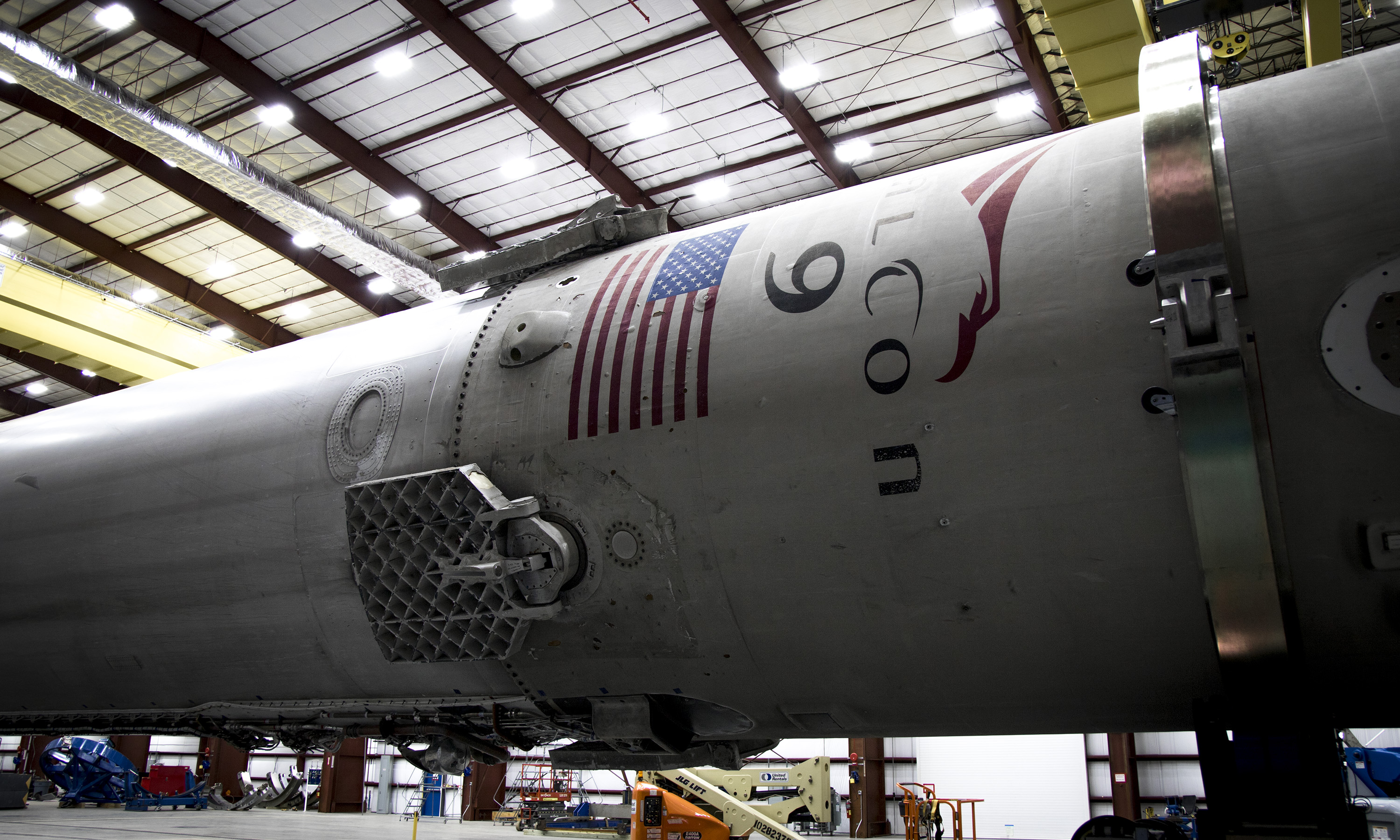
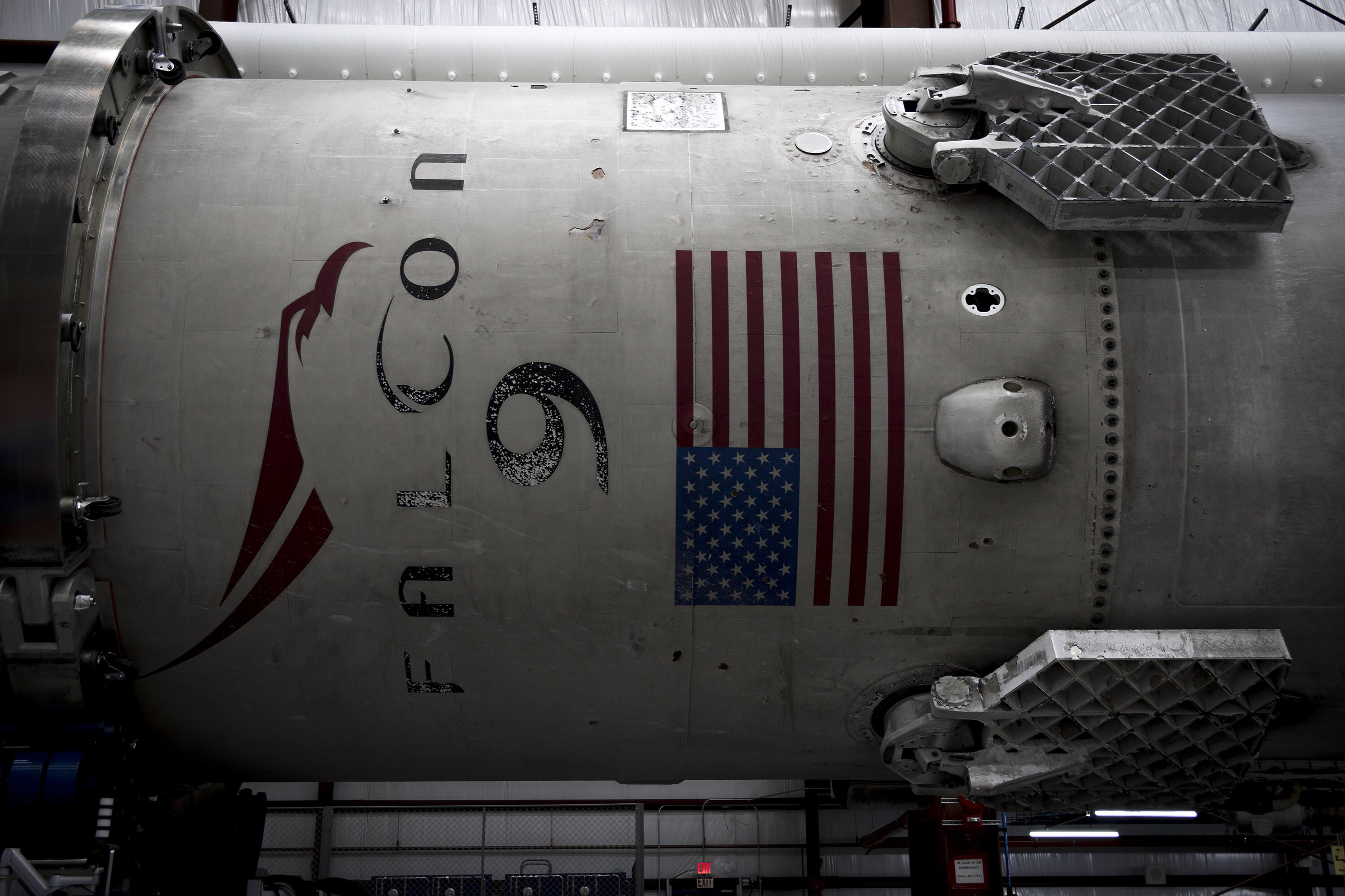
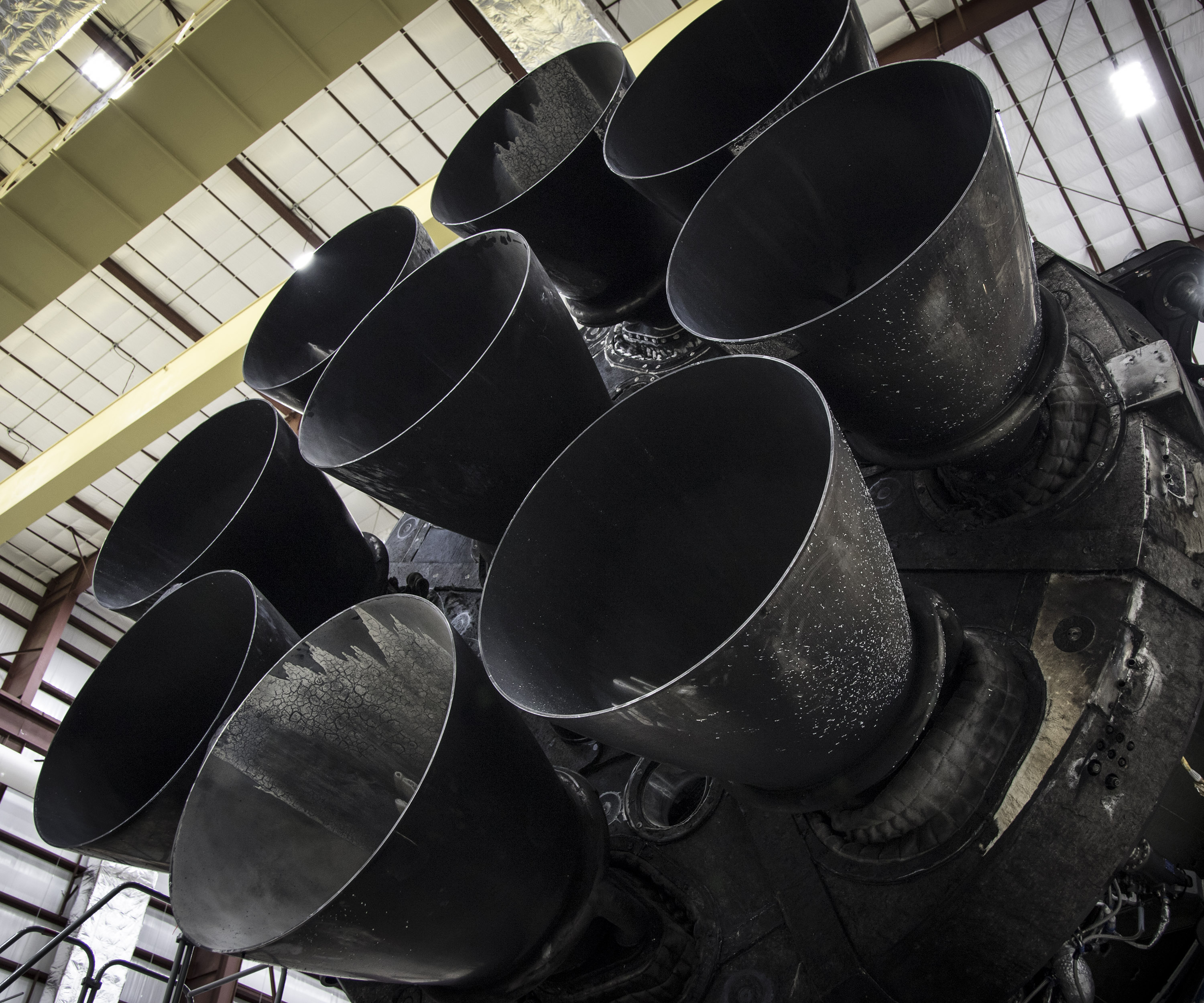

Изначально запуск 11 спутников Orbcomm-G2 был запланирован на август-сентябрь 2015 года, но был отложен до конца года в связи с ожиданием возврата к полётам ракеты-носителя Falcon 9 после аварии миссии SpaceX CRS-7. Запуск стал не только первым для компании SpaceX после аварии, но и первым запуском новой версии ракеты-носителя Falcon 9 FT.
Запуск ожидался 20 декабря 2015 года, но при проведении пробного зажигания двигателей (static-fire test) возникли сложности с новым наземным топливным оборудованием, предназначенным для работы с переохлаждёнными компонентами топлива, которые используются в новой версии ракеты-носителя. Пробное зажигание было успешно проведено 18 декабря, с переносом старта на 21 декабря. Ещё на сутки запуск перенесли в связи с ожиданием лучшей погоды для посадки первой ступени.
Запуск ракеты-носителя Falcon 9 FT состоялся в 1:29 UTC 22 декабря 2015 года со стартового комплекса SLC-40 на мысе Канаверал. Все 11 спутников успешно доставлены на целевую орбиту 614 × 656 км, наклонение 47°. Ближайшие 2 месяца спутники будут тестироваться и выводиться на свои рабочие орбиты.
После завершения миссии обновлённая вторая ступень ракеты-носителя была повторно запущена и сведена с орбиты, подтвердив готовность к будущим запускам спутников на геопереходную орбиту.
В рамках миссии были впервые произведены успешный возврат и посадка первой ступени ракеты-носителя Falcon 9 на площадку Посадочной зоны 1, находящуюся в 9 км от места запуска.

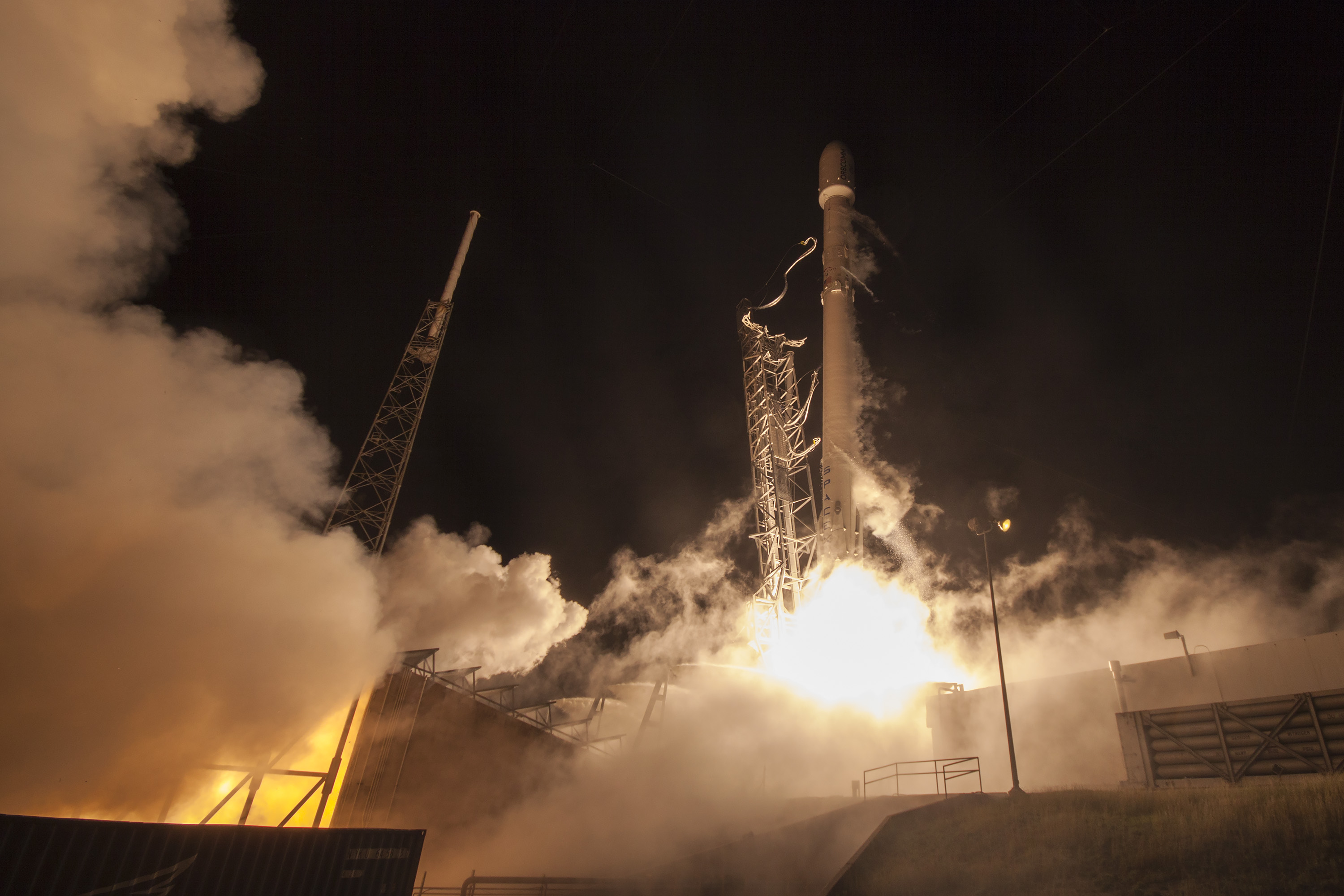
Запуск 11 спутников Orbcomm-G2
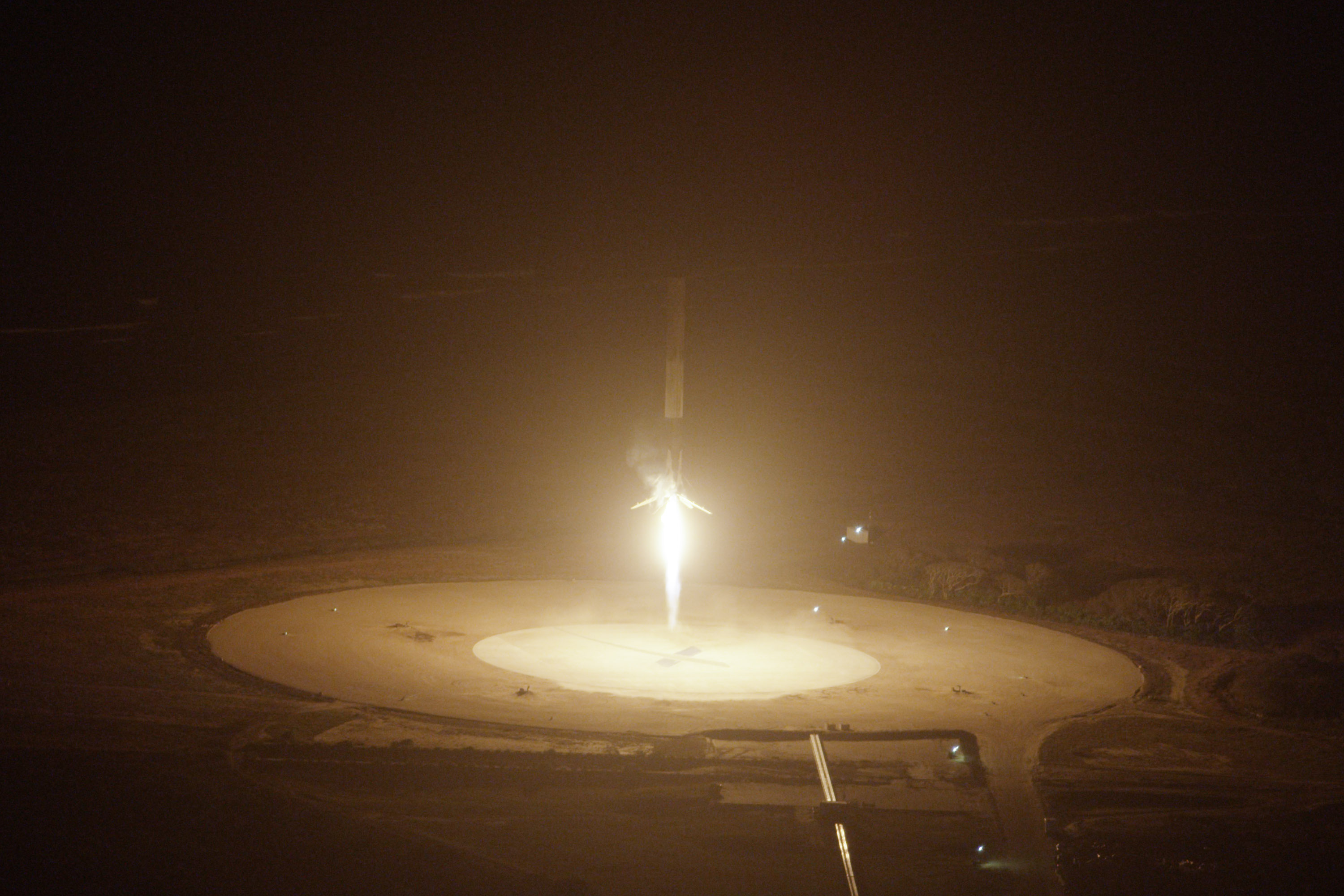
Первая ступень перед посадкой
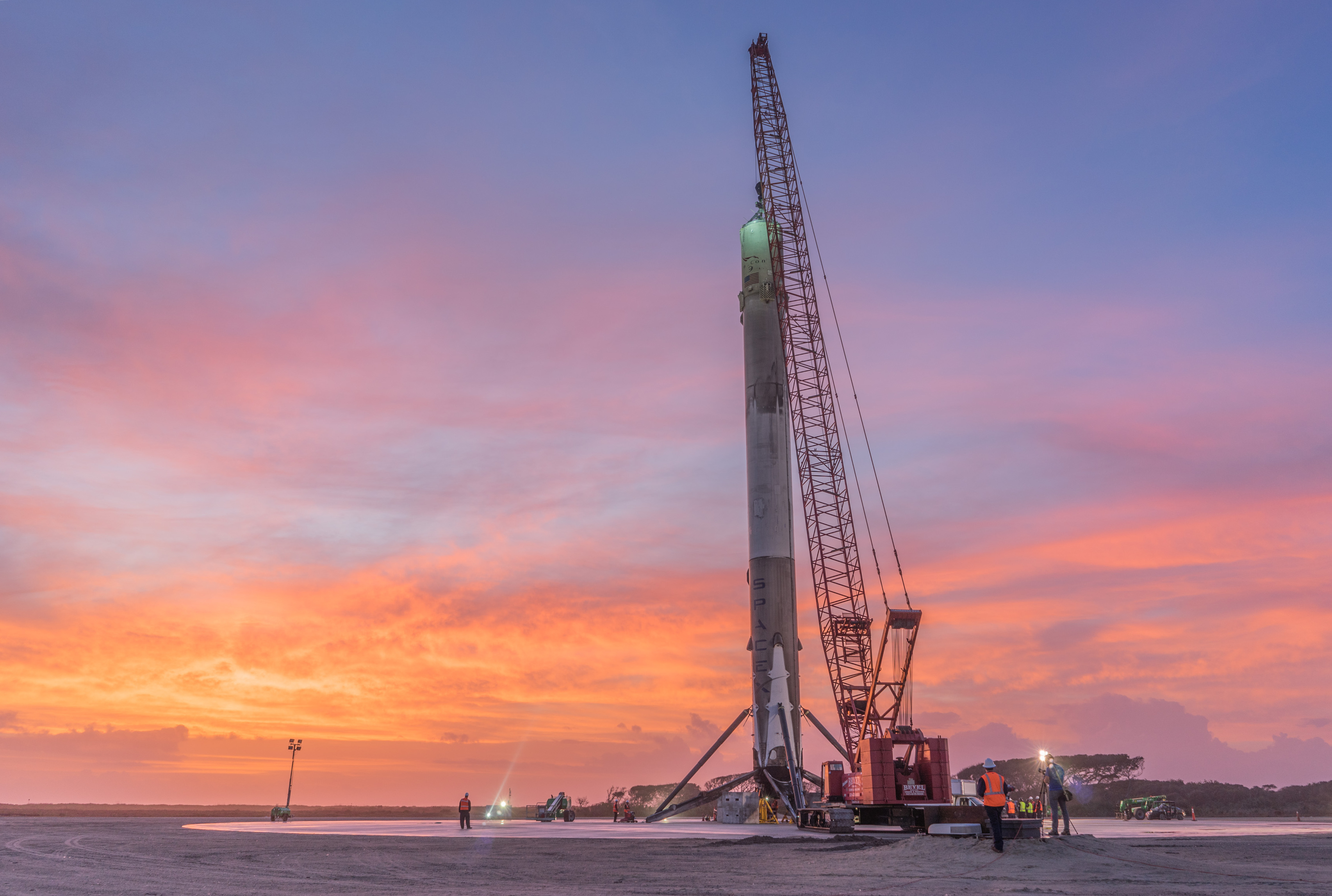
Утро после посадки

## Спутники
В июне 2015 года потеряна связь с одним из 6 запущенных в 2014 году спутников.
В начале марта 2016 года компания-производитель Sierra Nevada Corporation завершила орбитальное тестирование аппаратов и передала контроль оператору Orbcomm, для введения их в эксплуатацию.
|  | Действующий |

|  | Действующий |

|  | Действующий |

|  | Действующий |

|  | Действующий |

|  | Действующий |

|  | Действующий |

|  | Действующий |

|  | Действующий |

|  | Действующий |

|  | Действующий |

|  | Действующий |

|  | Действующий |

|  | Действующий |

|  | Действующий |

|  | Действующий |